# Nuu-chah-nulth

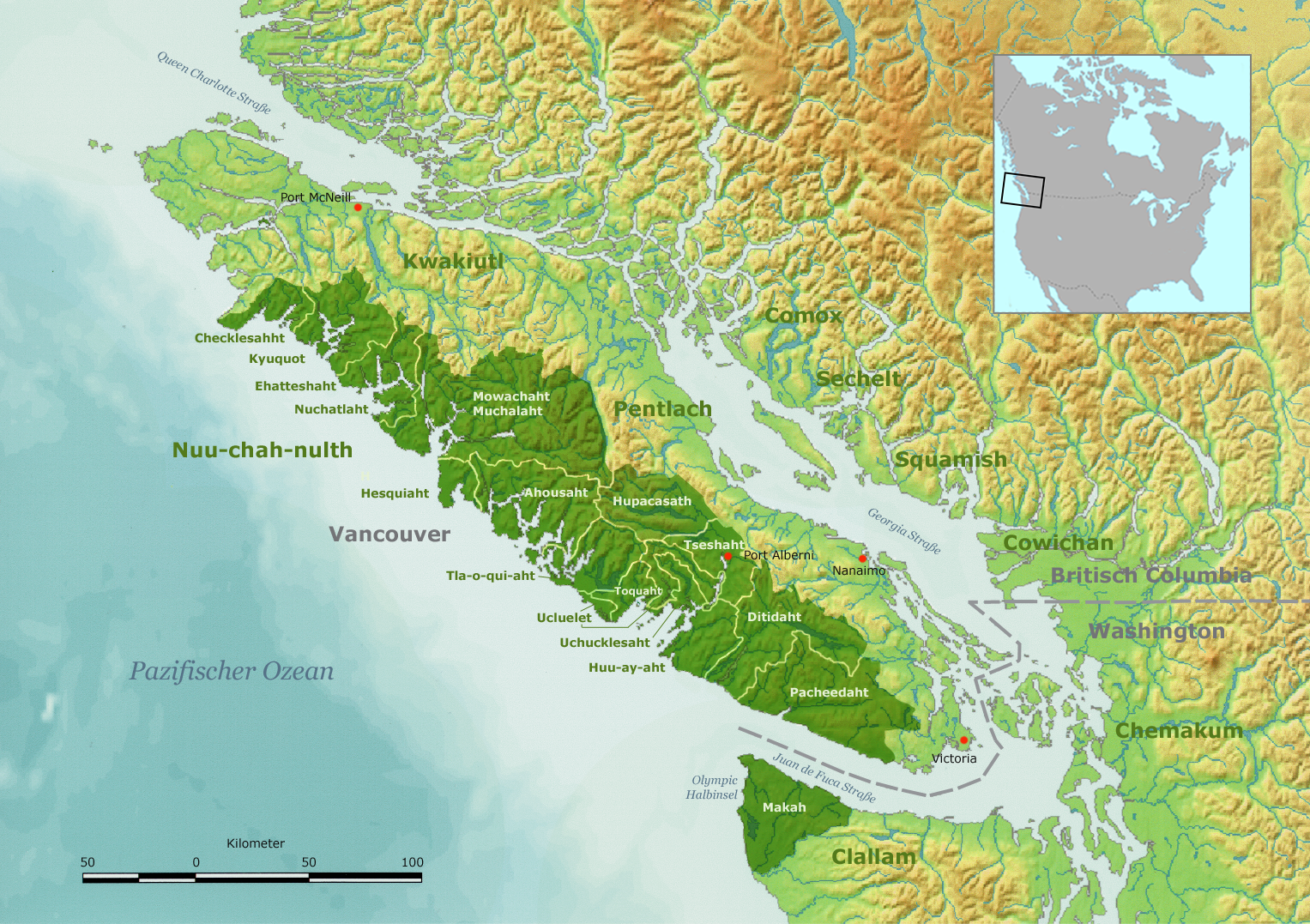
Traditionelle Territorien der Nuu-chah-nulth und benachbarter Stämme.

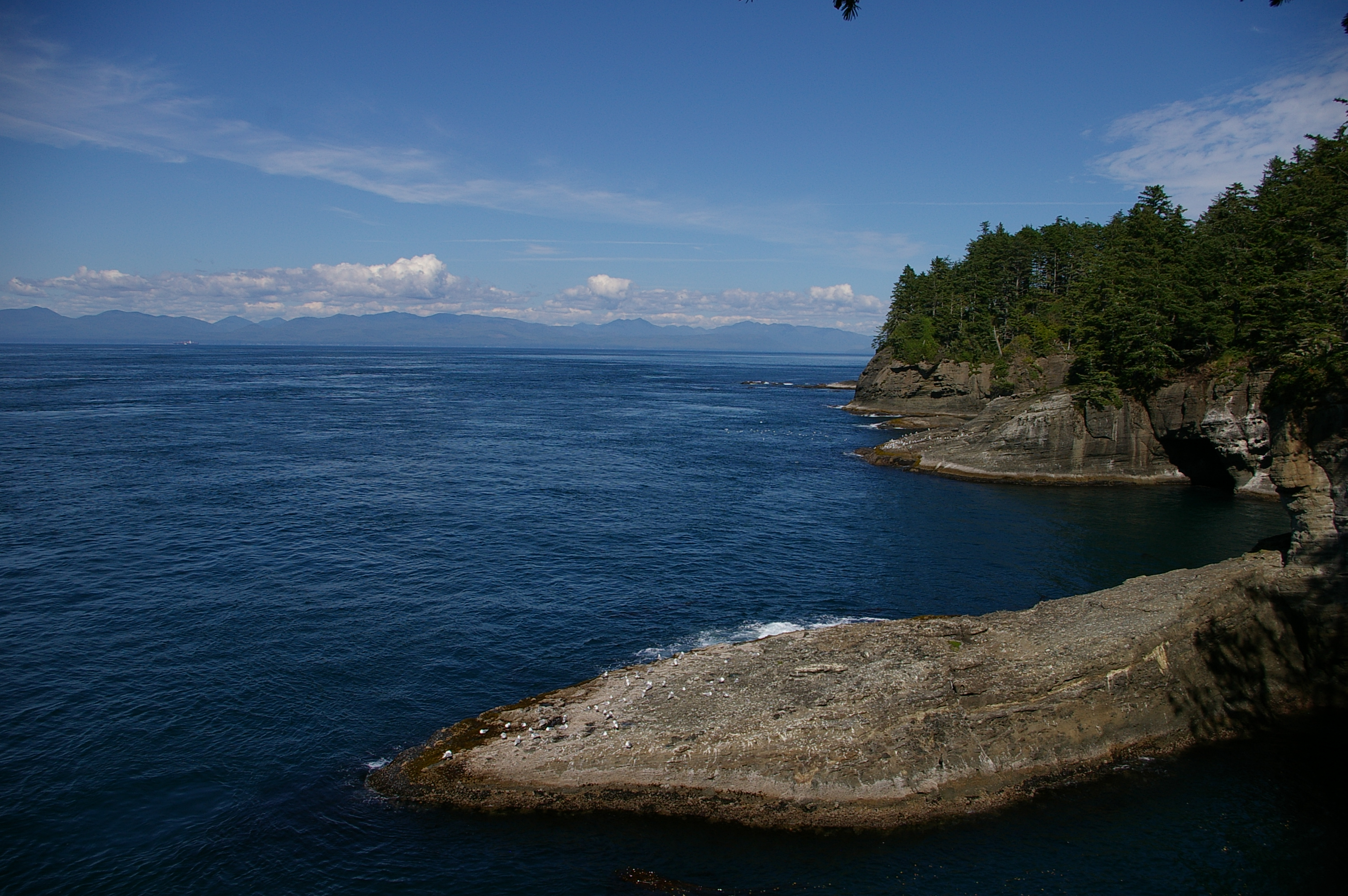
Cape Flattery

Die Nuu-chah-nulth (Eigenname, Betonung auf chah), Nuučaan̓uł, auch Nootka oder Nutka (veraltete Fremdbezeichnung) sind Süd-Wakash sprechende Ureinwohner (First Nations) der Westküste Nordamerikas. Ihre Wohngebiete liegen an der Westküste der Vancouver-Insel und am Cape Flattery, der nordwestlichen Ecke des US-Bundesstaates Washington. Über 12.500 Menschen waren im Oktober 2016 entweder beim Indigenous and Northern Affairs Canada als Mitglieder der 15 Nuu-chah-nulth-Gruppen registriert (über 10.000) oder beim Bureau of Indian Affairs in den USA, wo als einzige Nuu-chah-nulth die Makah leben (ca. 2500).
Seit 1958 schlossen sich die Bands, wie diese Gruppen in Kanada genannt werden, zusammen und legten sich 1978 den Namen Nuu-chah-nulth zu. Bei der Selbstbezeichnung bestehen manche Gruppen auch auf dem Zusatz First Nation oder Tribe, wobei sich in Kanada die Bezeichnung First Nations für die 615 anerkannten ethnischen Gruppen des Landes durchgesetzt hat. Nuu-chah-nulth bedeutet „Alles (Volk oder Land) entlang der Berge und des Meeres“.
Die nördlichsten Bands der Nuu-chah-nulth sind die Kyuquot-Cheklesahht, wobei die Kyuquot um den Kyuquot Sound leben, südlich anschließend die Ehatteshaht und Nuchatlaht um das Esperanza Inlet sowie die Mowachaht-Muchalaht um den Nootka Sound. Um den Clayoquot Sound und Tofino leben heute die Bands der Hesquiaht, Ahousaht und Tla-o-qui-aht. Um den Barkley Sound und den Alberni Inlet leben Ucluelet, Tseshaht, Toquaht, Uchucklesaht und Hupacasath. Auf der Südseite des Barkley Sound, um Bamfield und landeinwärts sind es Huu-ay-aht, um den Nitinat Lake die Ditidaht (Nitinat), südlich davon die Pacheedaht. Dazu kommen die Makah im Staat Washington.

## Name
Der lange gebräuchliche Name Nootka wurde den Einwohnern des Küstenstrichs zuerst von dem Entdecker James Cook gegeben. Dieser hatte sich offenbar im Nebel verirrt, als einige Nootka riefen: „nook-sitl“! („Ihr müsst um die Insel herumfahren!“). Doch Cook und seine Männer glaubten, es sei der Name der Insel. Bald bezog sich der Begriff Nootka auf alle Sprecher der Wakash-Sprache und umfasste die Nuu-chah-nulth-, Ditidaht (Nitinat) – und Makah-Stämme. Die Nuu-chah-nulth selbst haben bis ins 20. Jahrhundert keine Notwendigkeit gesehen, sich eine übergreifende Bezeichnung zuzulegen. Manche bevorzugen den Begriff Aht-Stämme, nach der Endsilbe, die alle diese Stämme bezeichnet, jedoch scheint sich Nuu-chah-nulth durchzusetzen. Gelegentlich erscheint die Bezeichnung Nuu-chah-nulth-aht.

## Wohngebiet
Ihr traditionelles Wohngebiet umfasste hauptsächlich die gesamte Westküste der über 32.000 km² großen Vancouver-Insel, reichte aber über die Juan-de-Fuca-Straße hinaus bis zur Olympic-Halbinsel und in die Gegend nördlich von Seattle. Die äußersten Punkte dieses Siedlungsgebiets sind die Brooks-Halbinsel im Norden von Vancouver Island und Point no Point im US-Bundesstaat Washington im Süden, die etwa 300 km auseinanderliegen. Dabei divergiert das von den Stämmen beanspruchte Gebiet auf Vancouver Island, das sich z. T. überschneidet, stark von den seitens der kanadischen Regierung im 19. Jahrhundert übertragenen mehr als 170 Reservaten. Dazu kommt, dass meist nur noch jeder dritte Band-Angehörige im eigenen Reservat lebt, im Extremfall noch nicht einmal mehr jeder zehnte. So leben viele in den Städten auf Vancouver Island oder in anderen Städten British Columbias, vor allem in Vancouver. Zudem unterscheiden sich die Bands in ihrer Größe stark. Leben bei den Ahousaht noch über 660 Menschen im Reservat, so sind es bei den Toquaht gerade noch 8. Dementsprechend stark schwankt die Bevölkerungsverteilung bei den rund 2.800 Reservatsbewohnern. Außerdem leben viele Nicht-Indigene in den traditionellen Territorien und beanspruchen dort ebenfalls Rechte. Doch ist dies weniger kompliziert, da der bei weitem überwiegende Teil des Landes (als Crown Land) in der Hand der Regierung liegt. Mit den jüngsten Verhandlungen mit den Bands der Maa-nulth-Gruppe kündigt sich jedoch möglicherweise ein radikaler Wechsel an, der eine Reduzierung des beanspruchten Stammesgebiets, aber dafür eine Verzehnfachung der Reservatsgrößen zur Folge hat. Diese würden dann allerdings einen privaten Besitz darstellen, der auch veräußerlich wäre. Die Stammesgebiete hingegen sind unveräußerlich.
Das Klima ist durch starke, wechselnde Winde gekennzeichnet. Dennoch ist es ausgesprochen mild. Zudem bilden die hohen Berge eine Barriere, die das Gebiet vor den kalten Kontinentalwinden schützt. Sie halten andererseits die warmen, feuchten Winde vom Meer auf, sodass sie den meisten Regen in dieser Region abladen – mehr als 250 cm jährlich, in manchen Gebieten sogar weit über 600 cm. Daher befindet sich hier eines der größten Gemäßigten Regenwaldgebiete der Welt, dazu ein enormer Fischreichtum, vor allem Lachs. Der Regenwald, die zerklüfteten Fluss- und Seengebiete und die relative Abgeschlossenheit des Gebiets sowie die Hinwendung zum Pazifik prägen die Kultur der Nuu-chah-nulth sehr stark.

## Gruppen der Nuu-chah-nulth
Die ursprüngliche Stärke des Stammes wird auf etwa 10.000 Personen geschätzt. Die Nuu-chah-nulth-Gruppe besteht in Kanada heute aus 15 Ethnien (in den USA kommen die Makah (Kwih-dich-chuh-aht / Qʷidiččaʔa·tx̌) hinzu), von denen sich 14 zum Nuu-chah-nulth Tribal Council (nur die Pacheedaht fehlen), einem Stammesrat, zusammengeschlossen haben und gemeinsam Vertragsverhandlungen mit der kanadischen Regierung führen:
| Nr. | Stamm |
| --- | --- |
| 1.  | Ahousaht (7aaẖuus7atẖ / ʔaaḥuusʔatḥ) („Volk von ʔaaḥuus/7aaẖuus (Ahous)“ oder „Volk, das mit dem Rücken zum Land und zu den Bergen an einem Strand am offenen Meer lebt“)                                                                                       |
| 2.  | Ditidaht (Diitiid7aa7tx / Diitiidʔaaʔtx̣) („Volk von Diitiidaʔ“ oder „Volk vom Jordan River“; früher: Nitinaht) |
| 3.  | Ehatteshaht / Ehattesaht (Ehatisaht / ʔiiḥatisatḥ) (früher: Esperanza Inlet) |
| 4.  | Hesquiaht (ḥiškʷiiʔatḥ / hishkwii7ath) („Volk des Geräusches, das durch das Essen von Heringseiern auf Aalgras entsteht“; früher: Hesquiat) |
| 5.  | Hupacasath (Hupa¢asath) (früher: Opetchesaht / Opetchisaht) |
| 6.  | Huu-ay-aht (früher: Ohiet / Ohiaht / Ohiat) |
| 7.  | Kyuquot/Checleseht (Ka:'yu:'k't'h'/Che:k:tles7et'h') (früher: Kyuquot / Ky-Uk-Aht und Checkleset / Chaic-Cles-Aht / Checklusit) |
| 8.  | Mowachaht-Muchalaht (Mowachaht/Muchalaht) (früher: Mowachaht / Moachaht / Mooacht-Act und Mutchalaht / Matchitlacht / Match-Itl-Aht) |
| 9.  | Nuchatlaht (früher: Nooch-Ahtl-Aht / Nuchatlitz / Esperanza Inlet) |
| 10. | Tla-o-qui-aht (Tla7uukwi7ath / ƛaʔukʷaʔtx̣ ) („verschiedene Völker (Hausgruppen) von einem anderen Ort, d. h. von Tla-o-qui (heute Clayoqua) im Clayoquot Sound“ oder „Volk, das anders ist, als es einst [am Ursprungsort] war“; früher: Clayoquot / Clayuquot) |
| 11. | Toquaht (t̓ukʷaaʔatḥ / t̕uuk̓ʷaaʔatḥ) („Volk von Du Quah“ an der Mündung des Ucluelet Inlet) (früher: Toquart / Toqyaht) |
| 12. | Tseshaht / Tsisha?at (Sis sha ahtah / C`išaaʔatḥ) („Volk von Sis-shaa / C`išaa“ auf Benson Island; früher: Sheshat) |
| 13. | Uchucklesaht („Volk, dort innerhalb der Bucht“; früher: Howchukleset / Uchucklesit) |
| 14. | Ucluelet (Yu-cluth-aht / Yuułuʔiłʔatḥ) („Volk im geschützten Hafen“) |
| 15. | Pacheedaht (P’a:chi:da?-aht / Paačiidʔaaʔtx̣) („Volk der Gischt/des Meerschaums“ oder „Volk vom San Juan River“; früher: Pacheena / Pacheenaht) |

## Kultur
Die Kultur der Nuu-chah-nulth, die zu den Nordwestküstenkulturen gezählt wird, reicht mindestens 4500 Jahre zurück. Nach dem Niedergang der letzten beiden Jahrhunderte (s. Geschichte) erholt sich nicht nur die Zahl der Nuu-chah-nulth, sondern auch einige Teilgebiete ihrer Kultur. Dabei sind bestimmte Bestandteile für das Fortleben ihrer Kultur unverzichtbar. Zu diesen zählt die natürliche Umgebung, in der kulturelle Praktiken und Werke entstehen und fortbestehen können. Sehr ausgeprägt ist bis heute die enge Verflechtung mit der (mythologischen) Vergangenheit und eine Betonung des Rituals, in dem alle kulturellen Äußerungen erst ihren Platz finden. So war Vieles gar nicht für jedermanns Augen bestimmt oder wurde nur zu bestimmten Ereignissen hervorgeholt. Daher sind ritualisierte Feierlichkeiten wie das Potlatch von großer Bedeutung, zumal sie die herausgehobene Bedeutung der traditionellen Häuptlinge und ihrer Verwandtschaft, aber auch ihre Verpflichtungen unterstreichen. Die Erziehung der Kinder übernahmen in weiten Teilen die Großeltern, deren gerade nicht in Gebrauch stehende Namen an die Enkel übergingen – es sei denn, sie ererbten die Namen der Eltern. Namen konnten jederzeit geändert werden, doch musste dazu ein Fest gegeben werden, bei dem der neue Name verkündet wurde. Verstarb jemand mit gleichem Namen, so musste der Name gewechselt werden.
Schon die ersten Begegnungen mit Europäern veränderten bestimmte Aspekte der Kultur. Sehr früh macht dabei der Hausbau schon äußerlich sichtbar, welche kulturellen und gesellschaftlichen Themen davon betroffen waren.

### Haus und Verwandtschaft
Typisch für die Häuser, die seit mindestens 2.000 Jahren bis um 1890 gebaut wurden, ist die Mischung aus fester und flüchtiger Struktur. Eine Reihe zum Teil gewaltiger Ständer – eine Bauweise, die erst die riesigen Bäume des Regenwalds ermöglichten – bildete eine über sehr lange Zeiten genutzte Grundstruktur, zwischen denen Planken und Bretter ständige Umstrukturierungen des Innenraums erlaubten. Das hing aufs engste mit den Verwandtschaftsstrukturen zusammen, die es dem Einzelnen erlaubten, zu dieser oder jener Gruppe seiner Verwandten zu ziehen. So war es um 1803 für Maquinna, den Häuptling der Mowachaht, offenbar kein Problem, dass sein Sohn innerhalb seines Hauses zu dem britischen Gefangenen und Sklaven John R. Jewitt zog, für den derselbe Häuptling eine Frau ausgesucht hatte. Diese temporäre Platzierung innerhalb eines Hauses war von hohem symbolischem Wert und floss auch in Tänze, Gesang und Geschichten ein. Zugleich betonte sie die Nähe zu bestimmten Verwandten.
Obwohl bei Cooks Ankunft in der Nootka-Bucht am 29. März 1778 die Häuser keine äußerlichen Unterschiede aufwiesen, wurde das Haus des Häuptlings doch durch einen hohen Baum betont. Auch im Inneren waren nur wenige Werke „künstlerischen“ Charakters zu sehen, wenn man von den Kisten absieht, die in einem eigenwilligen, aber sehr praktischen Verfahren hergestellt wurden. Auffällig sind hingegen die gewaltigen Ständer, die beschnitzt, aber meistens verdeckt waren. Das hing damit zusammen, dass diese Pfähle nicht für sich wirksam waren, sondern nur in von bestimmten Personen durchgeführten Ritualen. In den Kisten dürften sich neben Handelsgütern vor allem Masken befunden haben, deren Bedeutung ebenfalls nur kontextuell war, die also innerhalb von Tänzen, Erzählungen und sonstigen Ritualen ihre magische und ihre Symbolkraft entfalteten. Zudem wurden so die Verhältnisse innerhalb der Gruppen dargestellt.

#### Erste Veränderungen
Eine wichtige Rolle für die Entwicklung der Nuu-chah-nulth spielte der Pelzhandel, in den sie schon vor 1800 von spanischen und britischen Händlern hineingezogen wurden. Dadurch veränderten sich die Jagdmethoden. Vorzugsweise wurden nun Seeotter gejagt, und durch die veränderte Verteilung der Erträge entstanden neue Führungsgruppen. Cook hatte 1778 hochgieblige Häuser angetroffen, die in Yuquot bereits um 1800 durch flachgieblige ersetzt wurden. Ob dies auf den Kontakt mit den Kwakwaka'wakw auf der Nordseite von Vancouver Island zurückgeht, ist unklar. In jedem Fall verdrängte dieser Haustyp den älteren und bestand bis etwa 1880/90. Dazu kam, dass die Häuser der Häuptlinge nun erheblich größer waren als die der übrigen Wohngruppen. Maquinna hatte sogar Glasfenster, Häuptling Wickaninnish betonte seine herausgehobene Position durch möglichst große Pfähle – bei ihm diente ein gewaltiger geschnitzter Mund des größten Pfahls sogar als Eingang. Damit wurden die beschnitzten Teile der Pfähle erstmals dauerhaft und auch von außen sichtbar, während Maquinna das Problem der permanenten Zurschaustellung seiner durch den Pelzhandel herausragenden Stellung durch extrem häufige und aufwändige Potlatches löste.
Der katastrophale Rückgang der Bevölkerung durch Krankheiten und Kriege begann bereits kurz nach den ersten Kontakten mit Europäern, so mit der vermutlich durch spanische Schiffe ausgelösten Pockenepidemie an der Pazifikküste Nordamerikas ab 1775 und erreichte sein Extrem um 1940. Zugleich löste sich die Wohnhausfamilie weitgehend auf, die großen Potlatchhäuser waren fast leer. Dennoch wurden in Yuquot bis etwa 1880 die traditionellen Häuser gebaut.

#### Neue Haustypen
Erstmals 1879 baute eine Familie ein Haus mit Satteldach und vertikaler statt horizontaler Verbretterung. Die neuen Häuser waren im Gegensatz zu früher kaum mehr bewohnt, unterschieden sich inzwischen stark voneinander, betonten dauerhaft und nach außen den Status der Familie, waren wenig variabel und dokumentierten so den radikalen Wandel der Gesellschaft. Dennoch wurden die Häuser immer noch permanent umgebaut, viele neu errichtet. Innerhalb von 17 Jahren wurden in Yuquot alle Häuser, manche mehrfach, neu gebaut. Die horizontalen Planken wurden durch vertikale Bretter aus industrieller Produktion ersetzt. In den ersten Jahrzehnten des 20. Jahrhunderts löste sich auch die geschlossene Reihe der Häuser entlang der Küstenlinie in einzeln stehende Häuser auf. 1924 wurde das letzte Haus gebaut. Nun wurden Totempfähle sogar einzeln stehend vor den Häusern errichtet. Als Häuptling Maquinna – die Häuptlinge der Mowachaht tragen immer diesen Namen, da sie einer Familie entstammen, die den Namen vererbt – 1901 starb, errichtete man im Freien eine große Zahl von Erinnerungsskulpturen (Wale, Raben usw.).
Auch das Innere der Potlatch-Häuser änderte sich. Bis gegen 1894 verschwanden die inneren Trennwände, die die Familien ein wenig gegen die anderen Bewohner des Hauses abgeschottet hatten. Auch hier standen nun die zeremoniellen Stücke offen und sichtbar da und wurden nicht mehr verhüllt. Auch trugen die Pfähle längst nicht mehr das Haus, sondern standen für sich, meist in einer Ecke des Hauses.

### Ritueller Austausch von Speisen
Ähnliche Symbolveränderungen wie im Hausbau zeigten sich bei den so wichtigen Festspeisen, genauer gesagt bei deren rituellem Austausch. Doch unterschied sich diese Handlung durch ihre Häufung, denn die übrigen Rituale waren große Gesten, riesige Feste, die weniger häufig zur Anwendung kamen. Der Gefangene John R. Jewitt verzeichnete in seinen Journals für die Zeit von Juni 1803 bis Juni 1805 genau 140 formelle Einladungen zu einem Mahl, davon 25 zu einem Fest in einem anderen, 14 zu einem Fest im von ihm selbst bewohnten Haus, d. h. in dem des Häuptlings. Anlässe für diese Feste waren oftmals Besuche von Fremden oder Nachbarstämmen, oder aber ein großer Jagderfolg. Jewitt vermerkt allein 117 Besuche von außerhalb, wobei fast immer Speisen gereicht wurden – er war allerdings nicht allzu oft eingeladen. Der häufige, geschenkartige Austausch von Speisen befestigte vor Zeugen die sozialen Beziehungen, ebenso wie gemeinsame Rituale und Geschenke. Geschenke wurden allerdings nur dann wichtig, wenn in der Gesellschaft eine Veränderung auftrat, wie bei Hochzeiten, oder als zwei Söhne Maquinnas starben.
Seit den 1920er Jahren verdrängte auf den Potlatches das Verschenken von Keramikwaren das von Speisen. Ähnlich wie die Potlatch-Häuser leer und ihre Symbole permanent öffentlich und vom eigentlichen Festvollzug getrennt wurden, so wurde das Speisenverschenken auf die Behältnisse der Speisen verschoben.

### Jagd
Neben der Wohnweise sticht vor allem die Art der Lebensmittelbeschaffung ins Auge. Die Nuu-chah-nulth haben sich schon früh auf den Walfang spezialisiert, wohl bereits vor Christi Geburt – in einer ähnlichen Form, wie sie die ersten europäischen Besucher am Ende des 18. Jahrhunderts antrafen. Dazu benutzten sie als einzige Einbaum-Kanus, dazu Harpunen mit langen Leinen und Robbenfellschwimmern. Der Walharpunist besaß hohes Ansehen, und die Familien gaben die magischen und praktischen Geheimnisse weiter, die zu einer erfolgreichen Jagd notwendig waren. Es gab sogar einen Wal-Ritualisten, der durch geeignete zeremonielle Handlungen die eines natürlichen Todes gestorbenen Wale an Land treiben ließ. Viele Merkmale dieses Walkomplexes weisen auf alte Verbindungen zu den Kulturen der Eskimos und Aleuten hin.
Auch der Fang von Heilbutt und vor allem von Lachs spielte eine wichtige Rolle, besonders für die Bereitstellung der Winternahrung. Dabei wurde generell kein Salz zur Konservierung benutzt. Die Beutetiere wurden vielmehr durch Trocknung konserviert, indem sie dem kräftigen Seewind und der Sonne ausgesetzt wurden. Die Verteilung der Fangrechte bzw. die Verteilung des Fangs erfolgte ebenfalls in ritueller Form, bei manchen Gruppen durch anerkannte Kenner, von denen man eine gerechte Verteilung erwartete.
Zur Fleischnahrung gehörten gelegentlich auch Bären und anderes Wild, doch spielten sie eine untergeordnete Rolle. Kulturell dominant waren Wal- und Lachsfang.

### Sammeln
Auch bei der pflanzlichen Ernährung, die überwiegend von Frauen bewerkstelligt wurde, spielten Rituale und die Zuteilung besonderer Gebiete an bestimmte Individuen und Familien bzw. Häuser eine wichtige Rolle. Im TI'aaya-as-Projekt, einem Forschungs- und Lehrprojekt, versucht man heute die Kenntnisse über die Pflanzennahrung zu sammeln, zu erforschen und durch Unterricht wieder zu verbreiten. Wurzeln, Blätter und Beeren trugen ebenso viel zur Ernährung bei wie die spektakulärere Jagd, doch ist ihre kulturelle Bedeutung stark zurückgegangen – und bisher schlecht erforscht.
Ähnliches gilt für das Sammeln von Muscheln und anderen Kleintieren entlang der Küsten und Ufer und das Züchten von Muscheln in Muschelgärten.

### Kanus

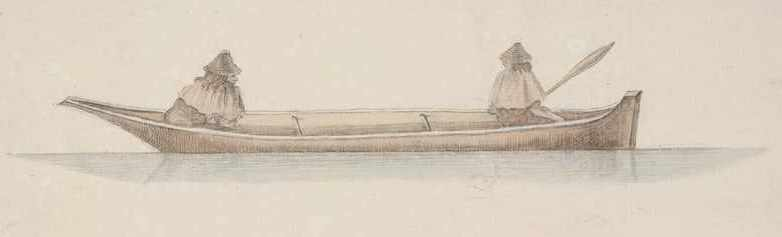
Sigismond Bacstrom: Nootka Canoe, 1792

Zudem schlägt sich die Jagd stärker in „Objekten“ nieder als das Sammeln, die sich leichter der Sammlung, Archivierung und Publikation erschließen. Das gilt etwa für die Kanus. Dabei wurden die hochseetüchtigen Boote zu mehreren Zwecken gebaut und unterschieden sich daher erheblich voneinander. Während die meistens von zwei Männern besetzten Robbenfängerkanus ca. 8 m lang waren, konnten Handelskanus weit über 20 m lang sein. Dazu kamen Kriegskanus. Die riesigen Bäume des Regenwalds gestatteten solche Dimensionen. Die Walfängerboote waren zwischen 8 und 12 m lang. Mit Segel (vielleicht eine Adaption europäischer Technik um 1803) und Ruder getrieben, wurden die Boote oftmals mehr als 40 Seemeilen (rund 65 km) vor der Küste angetroffen, erreichten aber auch die Aleuten. Dabei erlaubten die Kanus eine Fahrtgeschwindigkeit von 6 bis 7 Knoten, was eine Fahrt nach Seattle innerhalb eines Tages ermöglichte. Nur so lässt sich der sehr weiträumige Handel erklären, der lange vor Cook existierte. Zugleich förderte dieser Handel, bei dem spezielle Kisten eine wichtige Rolle spielten, den Kulturaustausch bis nach Alaska und nach Kalifornien.
Das letzte Kanu ist wohl 1945 gebaut worden, doch 1991 entstand ein neues, mit völlig neuen Aufgaben, aber in traditioneller Technik. Es dient heute dem Tourismus, als Vehikel für abenteuerliche Küstenfahrten. Seit mehr als einem Jahrzehnt wird der Kanubau auch wieder unterrichtet, und traditionelle Kanufahrten werden benutzt, um den Jungen ihre Kultur nahezubringen. Dabei reicht das Spektrum vom Besuch benachbarter Orte bis zur drogentherapeutischen Anwendung.

### Schamanen und religiöse Vorstellungen
Hinter diesem Bedürfnis, durch rituelle Handlungen etwas zu bewirken, stand ein nicht leicht zu bestimmendes Weltbild. Die Vorfahren und die Mächte der natürlichen Umgebung konnten darin Kräfte, z. B. Heilkräfte, verleihen. Umgekehrt konnte man durch Rituale und Ansprache das Verhalten der Tiere beeinflussen. Dabei spielten der Rabe (als Bringer des Feuers), aber auch der Wolf, der Bär, der Wal und der Lachs wichtige Rollen. Ihnen galten Rituale, in denen Masken, Tänze, Erzählkunst, martialische Darbietungen der Schmerzunempfindlichkeit, Speisen, Gesten der Großzügigkeit usw. zentrale Mittel des Ausdrucks waren. Die bedeutendste Zeremonie war der Schamanentanz, eine Nachbildung der Gefangennahme eines Vorfahren durch übernatürliche Wesen, die ihm übernatürliche Geschenke machten und ihn freiließen. Die Zeremonie diente auch dazu, den Platz jedes einzelnen in der sozialen Rangfolge festzulegen, und damit seine Rechte und Pflichten. Die öffentliche Aufführung endete mit einem Potlatch, einer strengen Regeln unterworfenen Zeremonie zur Verteilung von Eigentum. Diese Verteilung war so mächtig, dass die Beschenkung eines in der Hierarchie tiefer stehenden Mannes immer wieder dazu geführt hat, dass seine Familie zur Gruppe der traditionellen Häuptlinge gezählt wurde – mit entsprechenden Auseinandersetzungen. Daher wurde eine Art Zeremonienmeister ausgebildet, der diese Hintergründe genau zu beachten wusste.
Schamanen dagegen waren Menschen, die besondere Kräfte in sich wahrnahmen, oftmals in Form von Träumen oder Visionen. Sie hatten kein Amt inne, sondern wurden gleichsam durch innere Stimmen berufen. Sie waren in der Lage Kontakt zu den Ahnen aufzunehmen oder zu den genannten Mächten, seien es Tiere, z. B. Lachse oder Wale, seien es Mächte. Auch Frauen waren Schamanen.
Bei Gelingen der Übungen kam es zu einer Vision (ch’ihshitl), in der häufig Tiere, wie Otter, Adler, Squirrels (eine Eichhörnchenart) und Vögel, eine Rolle spielten. Sie konnten eine Rassel oder ein Lied mitbringen oder eine besondere Medizin. Atleo, der Ururgroßvater des heutigen Ahousaht-Häuptlings Sam, hatte eine Vision während der Jagd im Tofino Inlet. Ein Otter verwandelte sich in einen Adler. Der Lohn für eine Heilung bestand häufig in einem Kanu oder einem Werkzeug.

### Heilige Orte und Medizin
Viele heilige Orte werden nach ihrer Funktion benannt. So ist ein Reinigungswasserbecken ein uusaqwulhh. Ein t’apsulh ist eine Art Tauchplatz. Sowohl Gebetspools als auch heilige Höhlen werden geheim gehalten, während ein Tauchplatz allen bekannt sein darf. Eine Übung an einem heiligen Platz heißt uusimich [7uusimch]. Beim Gebet sollte die Muttersprache benutzt werden, denn sie ist nach Ansicht der Nuu-chah-nulth viel wirksamer als das Englische. Um spirituelle Macht (7uusimch) zu erlangen, sucht man die 7uusaqulh auf, wo eine bestimmte Art von Medizin (tich’im) benutzt wird. Dabei hat jede Familie ihre eigene, über viele Generationen ererbte Medizin.
Das kann Roterle, Stinkkohl (skunk cabbage), aber auch wilde Maiglöckchen (lily of the valley) Schafgarbe, Brennnessel, gelbe Seerosen, Pappel- und Fichtenharz, Küstenkiefer, Flechten und zahlreiche andere Stoffe sein.

### Erzählen
Auch das Erzählen unterschied sich sehr von der Erzählweise der Europäer. Die Tradition unterscheidet zwei Gruppen von Erzählungen, die mythologischen, in denen Raben, Hirsche und Götter eine Rolle spielen, und Familienlegenden. Erstere sind von moralischer Bedeutung, erklären Phänomene, können aber auch von jedermann, der sie kennt, erzählt werden. Ganz anders die Familienlegenden. Sie dürfen nur von Mitgliedern der jeweiligen Familie erzählt werden. Und sie gehören nur den höher gestellten Familien, dem „Adel“. Nur sehr wenige von ihnen sind bisher übersetzt und veröffentlicht worden.

### Gesichtsbemalung und Masken

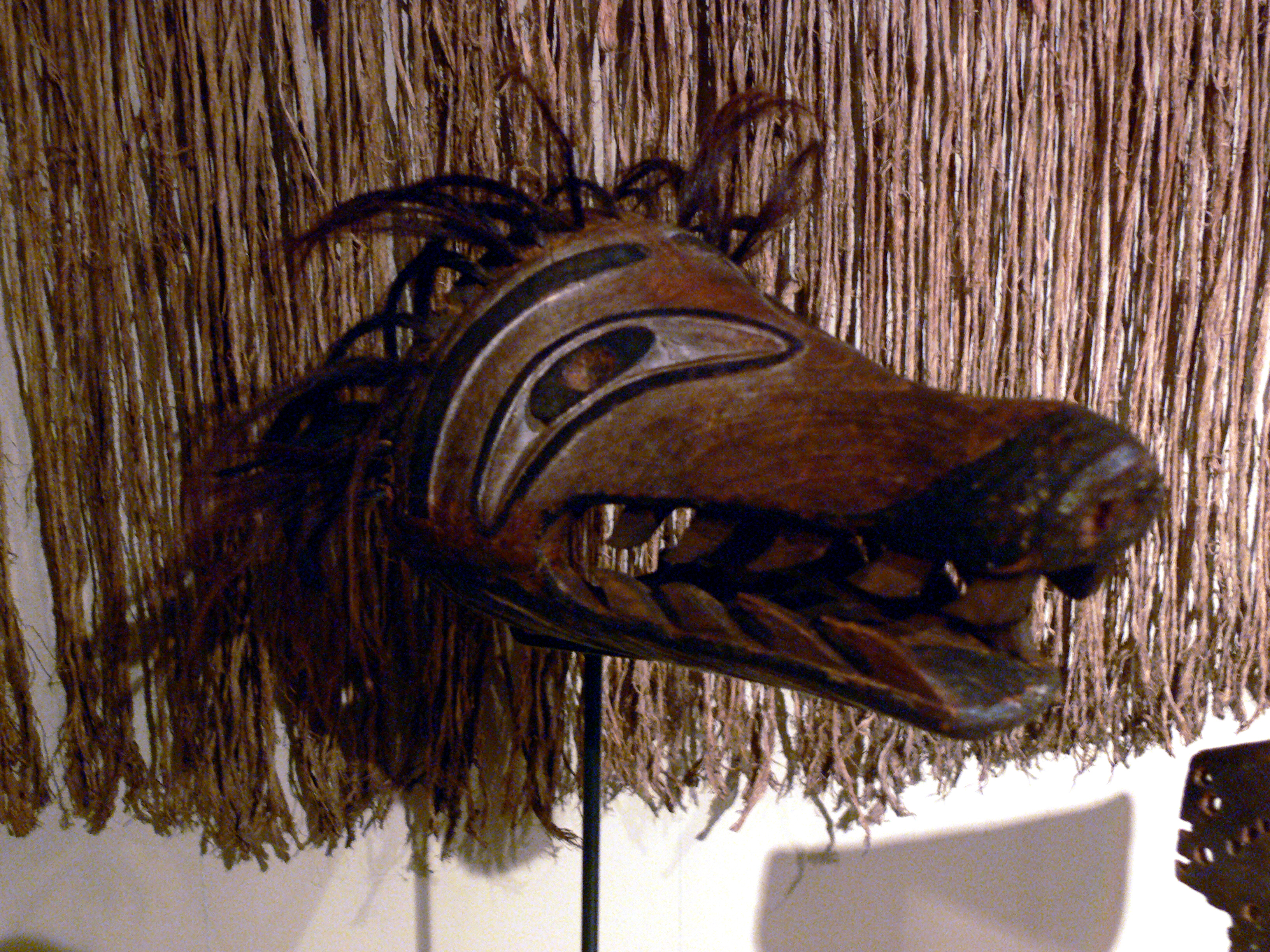
Wolfsmaske, Nootka Sound, Ethnologisches Museum, Berlin (angeblich auf der Reise James Cooks 1778 erworben)

Die Bemalung des Gesichts zu festlichen Anlässen transformiert den Träger der Malerei mittels Symbolen und symbolischen Handlungen. Diese Gesichtsbemalungen stehen in lebhafter Wechselwirkung mit den zahllosen, beeindruckenden Masken. James Cook nahm 1778 beispielsweise verschiedene Masken mit, die für Begräbnisrituale eingesetzt wurden, und die heute in London, Florenz, Herrnhut und Kapstadt liegen. Cook sah Masken von „enormer Größe“ und „endloser Vielfalt“, die ihm beispielsweise bei Zeremonien, die auf den herannahenden Kanus aufgeführt wurden, zuerst begegneten. Noch Anfang des 20. Jahrhunderts entstanden Filmaufnahmen, bei denen ein Schamane als Rabe maskiert und „gekleidet“ auf einem Kanu tanzt, während ihn die Ruderer rhythmisch begleiten (heute im Royal British Columbia Museum in Victoria).
Von den Makah ist bekannt, dass sie sich auf dem Kriegszug die Gesichter gelb und rot bemalten. Ihr Häuptling Tatoosh begegnete John Meares 1788 mit schwarz bemaltem Gesicht. Hochrangige Männer und Frauen trugen auch Nasenringe aus Muscheln.

### Kopfbedeckung und das Flechten mit Holzfasern
Die schon den ersten Entdeckern aufgefallenen Hüte (hinkiitsum) der Nuu-chah-nulth bestanden aus zwei Lagen, einer inneren und einer äußeren. Die innere Lage bestand aus den Fasern des Holzes der Red Cedar, des Riesen-Lebensbaums, und war sehr weich, die äußere Lage aus Fichtenholz- und Grasfasern (Phyllospacix torreyi). Sie bildete einen hellen Untergrund für die Ornamente. In ihnen wurden die bekannten Tierdarstellungen wiederholt, aber auch Walfängerereignisse symbolisch ins Gedächtnis gerufen. Heute kommen Motive, wie Stammesnamen hinzu.

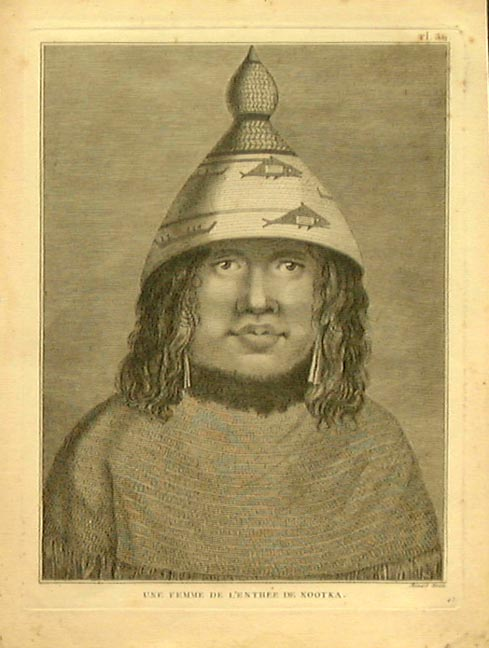
Frau der Nuu-chah-nulth mit Hut aus feinen Holzfasern (um 1785)

Doch nicht nur Hüte wurden aus den feinen Holzfasern gefertigt, sondern auch Körbe und sogar Kleider. Die dazu notwendigen Kenntnisse und Fertigkeiten wurden von Großmüttern und -tanten weitergegeben. Allerdings hat die von der kanadischen Regierung eingeführte Schulpflicht und der Versuch, die Nuu-chah-nulth zu „integrieren“ (s. u.) dazu geführt, dass heute das innerfamiliäre Abschauen der Kunst durch Unterricht ersetzt worden ist. Trotz aller Bemühungen lässt sich der traditionelle Prozess, der vom Besitz und dem Ernten des Holzes und des Grases, über die Bereitung der Fasern, bis zum Tausch und der eigentlichen Verarbeitung reicht, kaum wiederherstellen. Schon im 19. Jahrhundert drang das sehr viel hellere, fast weiße bear grass (das weiße Gras von Washington) in die Flechtkunst vor, wurde aber in den 1970er und 80er Jahren von hellgrün bis cremefarbenem Sumpfgras ersetzt, das billiger und einfacher zu beschaffen war. Heute setzt sich leicht handhabbarer Raffiabast durch.
Die Hüte spielen insofern eine Sonderrolle, als sie ursprünglich nur von Häuptlingen getragen wurden – daher ihr Name Maquinna Hats. Bei der Erhaltung der Herstellungstechnik spielten schon um 1900 private Sammler wie Charles Newcombe eine wichtige Rolle, die gelegentlich zur Auffüllung von Sammlungslücken neu hergestellte Hüte im traditionellen Stil bei Nuu-chah-nulth-Frauen bestellten. Sie erzielten bereits in den 60er Jahren stark steigende Preise und spielten in den politischen Auseinandersetzungen der 70er und 80er Jahre eine wichtige Rolle als Symbole der traditionellen Kultur. Ihre Herstellung wird inzwischen in Port Alberni und Nanaimo unterrichtet. Dazu gehören auch die traditionellen Sammel- und Vorbereitungsmethoden.

### Siebdruck
Vereinzelt zeichneten Nuu-chah-nulth für Ethnologen Abbildungen von Tätowierungen oder mythischen Wesen. Wie die Bezeichnung silkscreen print andeutet, wurden die Farben durch ein seidenes Sieb aufgebracht. Diese Siebdrucktechnik hat seit den 60er Jahren weite Verbreitung gefunden. Wenn der Künstler nicht selbst den eigentlichen Druck durchführt, hängt allerdings vieles vom handwerklichen Geschick des Druckers ab. Betitelung und Signatur, eventuell Datierung, dazu der Name, werden vom Künstler auf jedem Exemplar aufgebracht. Die meisten Künstler signieren mit ihrem englischen Namen, einige mit traditionellen Namen. Siebdrucke werden häufig zu besonderen Anlässen angefertigt, als Geschenk zur Geburt eines Kindes, bei Todesfällen usw.

### Ritzungen und Malereien an Felsen und Bäumen
Zu den wohl nicht mehr ausgeübten Künsten zählt hingegen die Rock Art, wobei zwischen pictographs (Felsmalereien) und petroglyphs (Felsritzungen, s. Petroglyphen) unterschieden wird. Erstere fanden sich eher bei den nördlichen und mittleren Nuu-chah-nulth-Stämmen und entlang geschützter Wasserwege im Hinterland, letztere eher im Süden an stark exponierten Küstenabschnitten (abgesehen von zwei Funden bei Alberni, die möglicherweise aus der Zeit vor der Besiedlung durch die Nuu-chah-nulth stammen). Die Karte von McMillan verzeichnet rund 20 Fundstätten auf Vancouver Island, dazu einige bei den Makah. Die Pictographs ballen sich um Yuquot. Größere Petroglyphen häufen sich um Clo-oose im Gebiet der Ditidaht, und im Gebiet der Makah. In beiden Fällen dominieren Donnervögel und Wale, dazu kommen anthropomorphe Darstellungen, also solche von Menschen, seien es Köpfe, weibliche Geschlechtsorgane oder ganze Körper. Am Wedding Rock lässt sich ein Mann mit einem Gewehr erkennen, dazu kommt bei Clo-oose eine Darstellung eines Dampfschiffs, allem Anschein nach die Beaver, das erste im Pazifik fahrende Dampfschiff. Die Funktion ist nicht klar. Möglicherweise dienten sie der Erinnerung an wichtige Ereignisse, denn sie waren ausgesprochen exponiert, vielleicht auch als Landmarken. Aus Quellen des 19. Jahrhunderts kann man entnehmen, dass zu dieser Zeit die Annäherung an die bearbeiteten Steine Ängste auslöste. Datierungen sind bisher kaum durchgeführt worden, zumal die meisten Datierungsmethoden bei diesen Objekten unbrauchbar sind.
Selten sind arborglyphs (Schnitzarbeiten an Bäumen) und arborgraphs (Malereien an Bäumen). So bearbeitete Bäume zählen zu den Culturally Modified Trees, also Bäumen, an denen Spuren von Veränderungen erkennbar sind, die einen kulturellen Hintergrund haben. Diese können für den Bau von Kanus vorgenommen worden sein, aber auch für die Gewinnung von Fasern für die Kleidung. Auch Rituale können so ihre Spuren hinterlassen haben.

### Sprache
Wakash ist eine von elf Sprachfamilien der Ureinwohner in Kanada, von denen allein sechs in British Columbia vertreten sind. Wakash wird heute von sechs Stämmen gesprochen und zerfällt wiederum in zwei Zweige (einen nördlichen und einen südlichen), deren größte Vertreter die Kwakwaka'wakw und Haisla auf der einen, und die Nuu-chah-nulth auf der anderen Seite sind – wobei die nördlichen und zentralen Nuu-chah-nulth recht nahe verwandte Dialekte sprechen. Die südlichen weichen stärker davon ab – vor allem die Ditidaht (Nitinaht) und die Makah, deren Sprache, trotz Revitalisierungsbemühungen, fast ausgestorben ist. Daher stimmt der Begriff Nootka, der eher sprachliche Akzente setzt, nicht mit Nuu-chah-nulth überein, ein Begriff, der auch politische Dimensionen einschließt. Insgesamt gibt es 12 Dialekte. 2001 sprachen nur noch 505 Menschen Nootka, davon 205 regelmäßig und nur 15 ausschließlich.
Edward Sapir, Direktor der anthropologischen Abteilung des Kanadischen Nationalmuseums in Ottawa, machte in den Jahren 1910–24 zahlreiche Notizen zu den Sprachen der Ureinwohner Nordamerikas, so dass John Stonham rund 150.000 Wörter herausfiltern und in eine Datenbank eingeben konnte. Ein Teil davon ist in ein Projekt zur Nuu-chah-nulth-Sprache eingeflossen.
Inzwischen gibt es ein Wörterbuch der Sprache, das rund 5.000 Haupteinträge enthält.
Mithilfe dieses Wörterbuchs und mit weiteren Lernmöglichkeiten hofft man, das Aussterben der Sprache verhindern zu können.
Ähnliche Bemühungen stellt inzwischen ein Teil der Bands an, wie z. B. die Ditidaht, die ihre beinahe ausgestorbene Sprache erfolgreich unterrichten und erst vor wenigen Jahren ein Schriftsystem entwickelten. Seit einiger Zeit existiert auch eine Internetseite, auf der die Sprachen der First Nations vorgestellt werden.

### Eigene Medien
Ha-shilth-sa (Interessante Nachrichten) besteht seit 1974 und ist die offizielle Zeitung der Nuu-chah-nulth-Nation – wie es ausdrücklich heißt, der Verstorbenen, der Gegenwärtigen und der noch nicht Geborenen. Das Blatt wird in Port Alberni gedruckt und erscheint alle zwei Wochen in einer Auflage von rund 3.500 Exemplaren, dazu kommen zahlreiche E-Mail-Abonnements.
1999 beschloss die Regierung in Ottawa einem Radiosender in Tofino eine Sendelizenz zu erteilen, wobei der Betreiber, P.L.M. Broadcasting Ltd., ankündigte, 20 Stunden pro Woche in Nuu-chah-nulth zu senden. Doch musste die Station ihren Betrieb bereits im Februar 2002 einstellen. Ihr Nachfolger wurde im November 2005 CHMZ-FM.
2004 sagte die kanadische Regierung 50.000 Dollar zu, um die Einrichtung einer Homepage des Nuu-chah-nulth Councils zu finanzieren. Auch die traditionellen Häuptlinge unterhalten eine Homepage namens Uu-a-thluk (s. Weblinks).

## Geschichte
Der überwiegende Teil der Vancouver-Insel wurde erst mit dem Ende der letzten Eiszeit bewohnbar, doch finden sich mehrere, ältere, Refugia genannte, eisfreie Gebiete. In der Port Eliza Cave, einer Höhle an der nördlichen Westküste, fanden sich 16.000 bis 18.000 Jahre alte Überreste von Mammuts, Bergziegen, dazu verschiedene Pollenarten, die auf eine Vegetation mit Gras und Bäumen hinweisen. Doch genügt der Nachweis einer für Menschen bewohnbaren Umgebung nicht, um einen Besiedlungsweg über die Refugia von der Beringstraße südwärts nachweisen zu können.

### Frühgeschichte
Ausgrabungen bei Namu, auf dem Festland 150 km nördlich von Vancouver Island, und bei Lawn Point auf Graham Island im Haida-Gwaii-Gebiet, zeigen, dass die frühesten bisher bekannten Bewohner bereits um 8–9000 v. Chr. hier lebten. In der Bear Cove nahe Port Hardy im Norden der Vancouver-Insel fanden sich Artefakte, die sich auf etwa 6000 v. Chr. datieren ließen. Sie weisen bereits auf Fischfang und die Jagd auf Meeressäuger hin (Delphine, Schweinswale, Seelöwen). Auffällig sind die winzigen Klingen, die gleichfalls dort gefunden wurden.
Mit dem Ende der heftigen Schwankungen im Küstenverlauf zwischen 4000 und 3000 v. Chr. entwickelte sich eine Kultur des Fischfangs und der Sesshaftigkeit bei wachsender Zahl der Siedlungen. Typisch sind hier große Berge von Muscheln, die als Shell Middens bezeichnet werden.
Ausgrabungen seit den 1970er Jahren – bei Yuquot, um den Hesquiat Harbor und im westlichen Barkley Sound, aber auch im Gebiet der Makah – haben gezeigt, dass hier bereits um 2300 v. Chr. Menschen lebten. Jedoch sind nur wenige Artefakte erhalten, da sie überwiegend aus vergänglichen Materialien bestanden. Im Süden des Makah-Gebiets jedoch, und am Nitinat Lake ist durch Überschwemmungen einiges konserviert worden.
Die älteste erhaltene Skulptur (um 800 v. Chr.) stammt aus dem Makah-Gebiet, doch ist unsicher, seit wann die Makah dort gelebt haben. Das älteste Stück, das sich eindeutig der Tradition der Nuu-chah-nulth zuweisen lässt, ist 2000 Jahre alt: ein Vogelkopf aus Walknochen. Auch fanden sich aus Geweihstücken gefertigte Kämme aus der Zeit um 1000 n. Chr., einige mit Wolfsskulpturen, andere mit menschlichen Gesichtszügen. Geweihe und Knochen, aber auch Tierzähne, Glimmer und Muscheln dienten ebenso als Ausgangsmaterial für Schmuck, selbst Vogelknochen. Doch die Zahl der Funde ist ausgesprochen klein. Wichtiger war wohl die Körperbemalung, die sich zwar früh, aber naturgemäß nur selten nachweisen lässt.
Spätestens um 500 v. Chr. entwickelten sich komplexe Formen der Gesellschaft mit ausgefeilten Ritualen, Kunsttraditionen und einem hoch entwickelten spirituellen Leben. Um 800 vermutet man ein gewisses Bevölkerungswachstum, denn eine Anzahl von neu entstandenen Dörfern lässt sich nachweisen, z. B. T'akw'aa bei den Toquaht im westlichen Barkley Sound oder Hesquiat und Kupti im oberen Nootka Sound. In ersterem fanden sich kleine steinerne Walfiguren, in Yuquot eine tausend Jahre alte Harpune.

### Maquinna, Wickaninnish und die ersten Kontakte mit Europäern
Der erste Sichtkontakt mit den aus Europa kommenden Entdeckern fand wohl am 9. August 1774 statt, als eine nicht genannte Gruppe von Ureinwohnern das Schiff Santiago, geführt vom spanischen Kapitän Juan José Pérez Hernández, zu Gesicht bekam. Doch die Spanier mieden jeden Kontakt und setzten keinen Fuß an Land. Diese Tatsache dürfte die Stämme der Region vor dem Schicksal anderer Stämme bewahrt haben, die durch den Kontakt mit der Santiago die Pocken einschleppten, der wahrscheinlich ein Drittel der Indianer an der pazifischen Westküste zum Opfer fiel. Man wusste aber nun von reichen Männern in schwimmenden Häusern.

#### James Cook

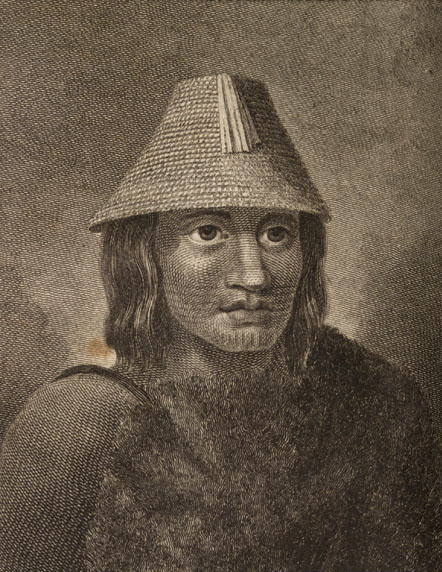
Schon bei der ersten Begegnung von Nuu-chah-nulth mit Europäern, in diesem Falle James Cook, trugen die Einwohner Hüte, um sich vor Sonne und Regen zu schützen. „A Native of King George’s Sound“, ein „Eingeborener vom Nootka Sound“, William Ellis (Hrsg.): An Authentic Narrative of a Voyage Performed by Captain Cook and Captain Clerke, in His Majesty’s ships Resolution and Discovery, during years 1776, 1777, 1778, 1779, and 1780, London, 1783

James Cook, von dem die falsche Bezeichnung Nootka stammt, landete 1778 mit zwei Schiffen am Nootka Sound und in der Resolution Bay, womit der erste Handelskontakt begann. Die Besucher der fünf Dörfer schätzten die Einwohnerzahl von dreien auf 700 bis 1000, während die anderen beiden nur etwa 100 Einwohner zählten. Außerdem registrierten sie, dass es Kämpfe zwischen diesen Gruppen gab. Hauptauslöser war der Streit um das Handelsmonopol mit den Fremden. Die Mowachaht, die (spätestens 1786) um den Nootka Sound siedelnde Stammesgruppe, organisierte vielleicht bereits den ersten Handel der Europäer und monopolisierte bald den Weitervertrieb ins Hinterland. Alles, wonach die Fremden verlangten, wurde sofort zur Ware, sei es Holz, Proviant, selbst das Recht, die Totempfähle zu skizzieren, oder Muscheln am Strand zu sammeln. Selbst das Berühren ihres Besitzes ohne Einverständnis erregte ihren Zorn.

#### Die Oberherrschaft der Mowachaht und der spanisch-britische Konflikt (bis ca. 1795)
Es scheint, als sei dieser Kontakt von den Mowachaht wie eine Initialzündung für die Ausbreitung einer Art von Oberherrschaftsanspruch über die direkten Nachbarn betrachtet worden. Sie erhoben nun einen Führungsanspruch gegenüber allen Nuu-chah-nulth, die sich jährlich in Yuquot versammelten. Die Bereicherungsmöglichkeiten hoben das Prestige der Führungsschicht, des „Adels“, in der Stammesgruppe. Vielleicht gelang es ihnen sogar erst nach Cooks Besuch, Yuquot zu besetzen. Jedenfalls bekämpften sich 1788 die Bewohner von beiden Seiten des Yuquot-Sunds. Zahlreiche Kriegsgefangene wurden zu Sklaven, was die unterste der drei Gesellschaftsgruppen stark vergrößert haben dürfte.
Doch der Anspruch der Indigenen ging viel weiter. Sie hatten offenbar keine Bedenken, alles was sie für schön oder nützlich hielten, mitzunehmen, so, als ob es ihnen sowieso gehörte. Die Briten, mit ihrer völlig anderen Eigentumsvorstellung, waren hilflos und reagierten äußerst gereizt. Als 1786 zwei „Diebe“ bestraft wurden, sammelten die Anwesenden kurzerhand ihre Waren wieder ein und verließen das Schiff. Dass die Mowachaht durch den Besuch Cooks zu britischen Untertanen geworden waren, hätte man ihnen wohl kaum verdeutlichen können.
Während der Jahre 1778–90/95 versuchten Spanier und Briten ihren Anspruch auf diesen Küstenabschnitt durchzusetzen (Nootka-Sound-Kontroverse oder Nootka-Krise genannt). 1788 hatte Esteban José Martínez bei seiner Reise nach Norden erfahren, dass russische Pelzhändler vorhatten, einen Posten im Nootka Sound anzulegen. Um ihnen zuvorzukommen, segelte er 1789 dorthin, um selbst einen Posten anzulegen und das Gebiet für Spanien zu beanspruchen. Als er jedoch am 5. Mai 1789 im Nootka Sound ankam, lagen dort zwei amerikanische Schiffe und ein britisches, das Martinez kaperte. Wenige Tage später ließ er die Gefangenen frei. Am 8. Juni kaperte Martinez die North West America, die in den Sound segelte und beanspruchte am 24. Juni formell und vor den Augen von Briten und Amerikanern die Nordwestküste für Spanien. Die Situation spitzte sich weiter zu, als am 2. Juli die britischen Schiffe Princess Royal und Argonaut ankamen. Martinez versuchte die spanische Herrschaft auch gegen die Amerikaner durchzusetzen, wozu er ein Schiff, die Fair American kaperte, ein weiteres entkam. Dennoch kam es nicht zwischen Spanien und den USA zu einem diplomatischen Konflikt, sondern mit Großbritannien.

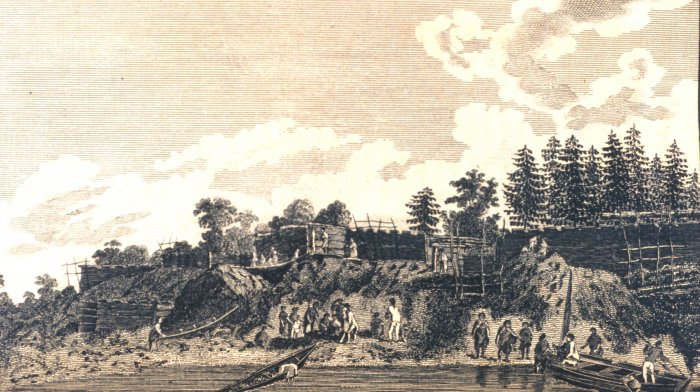
Blick auf die Wohnbauten im Nootka Sound. in: „A Collection of Voyages round te World ... Captain Cook’s First, Second, Third and Last Voyages ...“ Volume V, London, 1790, S. 1767

Die lokalen Verhandlungen zur Beilegung des Streits fanden bei dem großzügigen Gastgeber, dem Häuptling der Mowachaht, Maquinna, statt. Sie waren in Yuquot im Nootka Sound ansässig und hatten größtes Interesse, mit beiden Nationen Handel zu treiben. Ihre Nachkommen leben heute am Gold River, westlich des heutigen Strathcona Provincial Park. Maquinna, trug den Titel Hyas Tyee, was wohl so viel wie bedeutender Häuptling meint. Da dieser Titel auch für Könige benutzt wurde, passt dies zu der Art Oberherrschaft, die Maquinna offenbar anstrebte. Dazu nutzte er die jährlichen Versammlungen in Yuquot zu bedeutenden Potlatches, führte eine gezielte Kriegspolitik und fädelte Ehebündnisse ein. Zugleich gelang es ihm, den Pelzhandel und die Gewinne daraus zu kontrollieren und großes Ansehen zu gewinnen. Dass damit auch europäische Waffen in seine Hand gelangten, gab seiner Herrschaft überlegene Durchsetzungskraft – auch wenn der Einsatz der lauten und rauchenden Gewehre eher psychologische Wirkungen gehabt haben dürfte.
Als 1784 die Journale der Expedition publiziert wurden, wurde ein regelrechter Run auf Seeotterfelle ausgelöst. Zwischen 1785 und 1805 steuerten mehr als 50 Handelsschiffe die abgelegene und schwer erreichbare Region an. Gleichzeitig wurden die Konflikte immer gewalttätiger. Man stritt um Diebstähle, die Auslieferung eines Deserteurs, 1788 plünderte eine Schiffsbesatzung kurzerhand ein Dorf, um an Fisch und Öl für die Rückfahrt zu kommen. Im selben Jahr besetzten die Besucher Land, um eine Handelsstation zu gründen, im folgenden Jahr wurde eine Garnison der Spanier zurückgelassen. Schließlich kämpften Spanien und Großbritannien um die Vorherrschaft, wobei der spanische Kapitän Martinez vier britische Schiffe kaperte und die Mannschaften gefangensetzte. Sie wurden in den spanischen Kolonien interniert. Diese Handlungen führten dann zur Nootka-Sound-Kontroverse. Am 13. Juli wurde Callicum erschossen, eine Art Mitherrscher Maquinnas, möglicherweise sein Bruder, zugleich aber auch sein Gegner. Maquinna setzte sich aus Yuquot ab und floh in den Clayoquot-Sund, wo er mit Wickaninnish lebte. Erst als im Oktober die Europäer verschwanden, kehrte er nach Yuquot zurück.
John Meares' Tätigkeiten waren ein entscheidender Grund für die Verschärfung der Konflikte zwischen Spanien und Großbritannien. Er segelte 1788 Richtung Meares Island (wie es heute heißt) und trat im Juni in direkten Kontakt mit dem Häuptling der Tla-o-qui-aht, Wickaninnish. Die beiden vereinbarten, dass der Häuptling für Felle sorgen, und dass der Kapitän im nächsten Jahr zurückkehren würde. Meares überreichte dem Häuptling Geschenke, darunter Pistolen und Musketen, dafür erhielt er 150 Otterfelle. Doch 1789 wurden die vier Schiffe, die Meares als Mitglied eines Konsortiums ausgesandt hatte, von der Flotte des spanischen Kapitäns Don Estevan José Martinez geentert und seine Mannschaften nach San Blas bzw. nach Tepic gebracht. Meares brachte im Mai 1790 eine Petition im British House of Commons ein, die den Premierminister darin bestärkte, den Konflikt bis an den Rand des offenen Krieges zu treiben – wobei Meares seine Rolle ins rechte Licht zu setzen wusste.
Einigen Häuptlingen gelang es, als die Spanier im April 1790 mit 75 Soldaten zurückkehrten, sich mit ihnen zu verbünden. Möglicherweise versuchten sie das völlig ungewohnte „System Maquinna“ wieder abzuschütteln. Ein Häuptling namens Tla-pa-na-nootl durfte sein Dorf nahe der spanischen Bastion errichten. Maquinna erkrankte offenbar in diesen Monaten, sein Stamm litt unter Hunger.
1790 änderte sich die Politik der Spanier unter dem neuen Vizekönig. Der führende Kopf wurde nun Bodega Quadra. Er versuchte Verbündete gegen die Briten zu gewinnen und bewirtete und umwarb die Häuptlinge, auch Maquinna, den er aufforderte, zurückzukehren. Unter dem Kommando Francisco de Elizas errichteten die Spanier ein neues Fort. Doch einige der Mannschaftsmitglieder beleidigten die Nuu-chah-nulth weiterhin, misshandelten sie und töteten sogar einige.
John Meares, der im April 1790 nach London kam, wo man im Januar von den spanischen Kaperunternehmen Kenntnis erhalten hatte, behauptete, vor den Spaniern einen Handelsposten errichtet zu haben – auf Boden, den er angeblich Maquinna abgekauft hatte. Im Mai stellte das Unterhaus der spanischen Regierung ein Ultimatum. Spanien und Frankreich rüsteten nun ihre Flotten aus, doch die Französische Revolution verhinderte die Beteiligung Ludwigs XVI. Zugleich unterstützten die Niederlande Großbritannien. Am 28. Juni 1790 gab das isolierte Spanien nach und unterzeichnete die erste Nootka-Konvention, auch Nootka-Sound-Konvention genannt. Britische und spanische Händler sollten nun gleichermaßen zugelassen sein, aber man konnte sich nicht über die Frage des Forts am Nootka Sound einigen, so dass die Spanier einfach blieben. Alessandro Malaspina war es zudem gelungen, Maquinna als Verbündeten zu gewinnen.

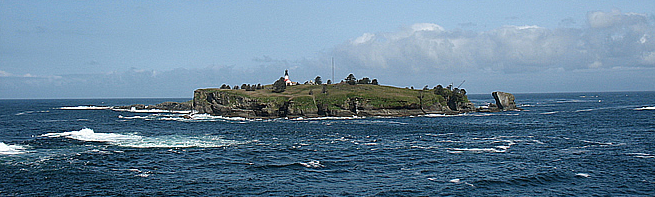
Tatoosh Island, das nach dem Häuptling der Makah benannt wurde

Maquinna profitierte dennoch von der Rückkehr der Briten 1792. Er lud sowohl Quadra als auch Vancouver nach Tahsis ein, wo er große Feste veranstaltete. Zusätzlich bot Maquinna den Spaniern an, den Mord an einem ihrer Landsleute durch fremde Indianer zu rächen. Kaum jemals war die Präsenz der Europäer so dicht, wie in den Jahren 1792–94, als 30 Schiffe im Sound ankerten, allein zehn (bzw. zwölf) zur gleichen Zeit im September 1792. Quadra verlangte, dass die spanische Interessensphäre bis zur Juan-de-Fuca-Straße reichen sollte, Vancouver sah die Grenze am Columbia. Dabei richteten die Spanier bereits einen Posten bei den südlichsten Nuu-chah-nulth, den Makah an der Nordwestspitze des heutigen Washington ein (Neah Bay). Über den Besitz des Nootka Sound konnte keine Einigung erzielt werden.
Im Februar 1791 trat mit der Columbia Rediviva aus Boston weiter im Süden ein US-amerikanisches Schiff unter dem Kommando von Robert Gray auf den Plan. Gray war schon zwei Jahre zuvor im Nootka Sound gewesen. Diesmal geriet er jedoch wegen eines Deserteurs in Streit mit den Tla-o-qui-aht und setzte kurzerhand einen Bruder des Häuptlings Wickaninnish gefangen, tauschte ihn aber bald aus. Er kehrte im September zurück, auf der Suche nach einem Winterlager. Auf Meares Island ließ er seine Männer Fort Defiance errichten. Als sie im folgenden März ihr Winterlager abbrachen, legten sie Feuer an Opitsat, Wickaninnishs Hauptort. Wenige Tage später verschwanden die US-Amerikaner für immer von der Insel.
Die Ereignisse in Nordamerika verloren aber angesichts des Bündnisses zwischen Spanien und Großbritannien gegen das revolutionäre Frankreich an Bedeutung. Am 11. Januar erklärte sich Spanien bereit, auf Nootka Sound zu verzichten. Die Spanier gaben am 28. März 1795 ihre nördlichste Ansiedlung im Pazifik vertragsgemäß auf. Nun kehrten die Nuu-chah-nulth zurück. Der Vertreter Großbritanniens, Lieutenant Thomas Pearce, übergab Maquinna die britische Flagge, und forderte ihn auf, diese immer dann zu hissen, wenn ein Schiff im Sound auftauchte. Auf einen Handelsposten verzichteten sowohl Spanien als auch Großbritannien. Schon nach einem Jahr hatten die traditionellen Häuser die Handelsniederlassung restlos verdrängt.

#### Kulturelle Veränderungen und kulturelle Missverständnisse
Trotzdem hatte sich vieles geändert. Die Gegend geriet mangels Seeotterfellen ins Abseits, Jagd und Handel zogen weiter nach Norden. Die Mowachaht zogen nun saisonal zwischen Küste und Inland hin und her, um an der See Fische und Wale zu jagen, und um im Hinterland Beeren und Fleisch an sich zu bringen. Der Lebensstil war innerhalb weniger Jahre radikal verändert worden. Die jährlichen Treffen in Yuquot hatten eine andere Bedeutung erlangt, denn es ging jetzt um die Außendarstellung und Befestigung von Hierarchien, Macht und Abhängigkeiten.
Die Konflikte mit den Europäern drehten sich im Allgemeinen um Besitzvorstellungen, aber weitere kulturelle Missverständnisse kamen hinzu. Sie drehten sich um die Frage des Kannibalismus, das Verständnis von Geschenken, vielleicht die Rolle der weiblichen Sklavinnen. Es scheint, als sei Kannibalismus, dem die Europäer immer mit dem allergrößten Widerwillen begegneten, und der sie zu den schlimmsten Gewaltandrohungen veranlasste, immer wieder benutzt worden, um die jeweiligen Nachbarn in Misskredit zu bringen. So hoffte man, dass die beängstigten Händler die angeblichen Kannibalen meiden würden. Damit wäre es ein Mittel zur Rufschädigung und zur Umleitung der Handelskontakte im eigenen Interesse gewesen. Dies könnte auf die Lehren aus der ersten Begegnung mit James Cook zurückgehen. Dabei glaubten die Indianer anscheinend, dass die Weißen Menschenfresser seien und boten ihnen mit der Geste des Essens Leichenteile an, was diese empört zurückwiesen.
Weitere Missverständnisse tauchten auf, wenn die Häuptlinge nach einem Potlatch, bei dem sie äußerst freigebig waren, an Bord erschienen und das gleiche vom Kapitän und seinen Offizieren erwarteten. Ihre Forderungen oder ihr Betteln stießen auf größte Verachtung und Widerwillen und führten zu schweren Beleidigungen. Völlig unklar bleibt die Frage, ob weibliche Sklavinnen den fremden Männern „angeboten“, und welche Ziele dabei von den Häuptlingen verfolgt wurden. Immerhin waren solche Anekdoten ein nicht zu unterschätzendes Lockmittel für die Besatzungen und wurden vielleicht sogar nur deshalb kolportiert, um ausreichend Mannschaften anwerben zu können.
Schließlich war das Procedere des Handels, das oftmals sehr zeremoniös und umständlich verlief, eine Quelle ständiger Missverständnisse, und die weißen Händler fühlten sich oftmals provoziert. So wurden gelegentlich Häuptlinge einfach festgesetzt, um die sofortige Herausgabe aller Felle zu erzwingen, bevor die Bezahlung erfolgte.
1793–94 versorgten die Spanier die „Wilden“ in ihrer Umgebung mit Lebensmitteln. Vielleicht hatten sich die Stämme so stark auf den äußerst gewinnbringenden Handel konzentriert, dass der ebenfalls im Sommer stattfindende Walfang darunter litt. Solange der Tauschhandel genügend Lebensmittel einbrachte, war dies kein Problem, aber im Winter kamen keine Schiffe. Vielleicht begann deshalb der jährliche Zug ins weiter im Inland gelegene Tahsis, um Thunfisch und Wild zu jagen, aber auch, um Beeren und Wurzeln zu sammeln. Der Kulturwandel wäre dann sehr früh und sehr radikal gewesen.
Um 1795 starb Maquinna möglicherweise – es ist nicht gesichert, ob der „jüngere“ Maquinna nicht dieselbe Person ist –, der wohl Führer einer Koalition von sich entwickelnden Stämmen blieb. Ob diese Stämme vor seiner Zeit nicht Wohnhausfamiliengruppen waren, ohne gemeinsame Führung, ist ebenfalls unklar.

### Maquinna der Jüngere
Der Pelzhandel war inzwischen Teil eines Dreieckshandels zwischen Europa, China und Nordwestamerika. Die Europäer fuhren mit Metallen und allem, was als begehrt bekannt war, zum Nootka Sound. Dort nahmen sie Otterfelle und Biberpelze an Bord und verkauften sie in Ostasien. Mit den enormen Gewinnen erwarben sie dort Porzellan, Seide und andere chinesische Waren, die in Europa äußerst gefragt waren. Dabei entwickelte man eine Händlersprache, die als Chinook bezeichnet wurde. Sie bestand aus zahlreichen chinesischen, englischen, spanischen Wörtern, aber auch aus Wörtern der Chinook und der Nuu-chah-nulth.
Dennoch war der Einfluss der europäischen Besucher zunächst überwiegend bei den Stämmen spürbar, die den Pelzhandel monopolisierten, also vor allem den Mowachaht. So betasteten noch 1805 die Mitglieder der Ehatteshaht den wohl ersten hellhäutigen und in seltsame Kleider gehüllten Besucher mit großem Erstaunen (s. Maquinna).
Maquinna profitierte lange in großem Ausmaß vom Handel und steigerte sein Ansehen, was sich in der symbolisch aufgeladenen Kultur besonders in großen Potlatches äußerte, bei denen er einmal 200 Musketen verschenkte. Doch die Tatsache, dass die Pelzhändler den Nootka Sound nach dem Gewaltakt von 1803 mieden – wovon wir vor allem durch die Aufzeichnungen des Briten John R. Jewitt wissen –, trug dem Häuptling bald viel Feindschaft von Seiten der anderen Stämme ein, insbesondere der benachbarten „Kla-oo-quates“. Sie versuchten sogar in den Tagen zwischen dem 13. und dem 16. Mai 1804 ihn und seine Familie umzubringen.
Als 1805 ein Schiff auftauchte, ließ sich Maquinna notgedrungen auf das hohe Risiko ein und besuchte das Schiff. Doch der Kapitän setzte ihn gefangen, um ihn gegen die 1803 gefangen genommenen Briten auszutauschen. Dieser Akt der Geiselnahme scheint letztlich das Ansehen des Häuptlings zerstört zu haben.
Die Journals und die Beschreibung der Gefangenschaft, die einer der beiden, John R. Jewitt, später veröffentlichte, liefern bereits nicht mehr das – wenn auch verzerrte – Bild der traditionellen Gesellschaft, die Cook angetroffen hatte. Als Camille de Roquefeuil 1817 im Nootka Sound ankam, war die Vormacht der Mowachaht offenbar gebrochen. Viele Stämme waren zerstritten.

### Nuukmis und die Tonquin (1811) – das Ende der Vorherrschaft
1810 wurde die Pacific Fur Company in New York gegründet. Die Hälfte der Anteile gehörte der American Fur Company John Jacob Astors, der das Kapital für die pazifischen Operationen stellte. Um den Pazifikhandel zu betreiben, wurden zwei Expeditionen ausgesandt, eine über Land, eine um Kap Hoorn. 1811 errichtete die Besatzung eines Schiffs der Pelzhandelsgesellschaft einen Posten an der Pazifikküste, der Astoria genannt wurde.
Im Juni 1811 ankerte diese Tonquin, die um Kap Hoorn gesegelt war, im Clayoquot Sound, um Pelze zu erstehen. Doch der Häuptling der Tla-o-qui-aht (von Echachist), Nuukmis, empörte sich, dass er betrogen worden sei, und schlug dabei dem Unterhändler mit einem zusammengerollten Fell ins Gesicht. Doch ignorierten die Fellhändler dieses deutliche Warnzeichen und blieben. Wenige Tage nach diesem Vorfall näherten sich mit Fellen beladene Kanus, andere folgten. Nuukmis und sein Wolfsclan waren nicht mehr am Handel interessiert. Als der Kapitän, misstrauisch geworden, Segel setzen wollte, zogen die Tla-o-qui-aht Messer aus ihren Fellbündeln und machten die Mannschaft nieder. Einigen Männern gelang jedoch die Öffnung der Waffenschränke, und mit den Musketen vertrieben sie die Eindringlinge. Die wenigen überlebenden Matrosen versuchten das manövrierunfähige Schiff zu verlassen und zu fliehen, wurden aber ebenfalls umgebracht. Der letzte Überlebende auf dem Schiff lockte am nächsten Tag die Tla-o-qui-aht an Bord, sprengte aber dann den gesamten Schießpulvervorrat in die Luft. Rund 150 Tla-o-qui-aht kamen dabei ums Leben. Dieser Verlust an Kriegern war so gewaltig, dass die Frauen sich angeblich als Krieger verkleiden mussten, sobald ein anderer Stamm in die Nähe ihres Gebietes kam. Die Fellhändler mieden nach diesem Ereignis auf Jahrzehnte die Region.
Damit war auch der Stamm des Wickaninnish, der mit Maquinna verschwägert, einer der Gewinner des Pelzhandels gewesen war, stark dezimiert. Der Handel mit Seeotterfellen endete 1825 endgültig, gleichzeitig war die Macht der beiden vorherrschenden Stämme offenbar gebrochen.

### North West und Hudson’s Bay Company

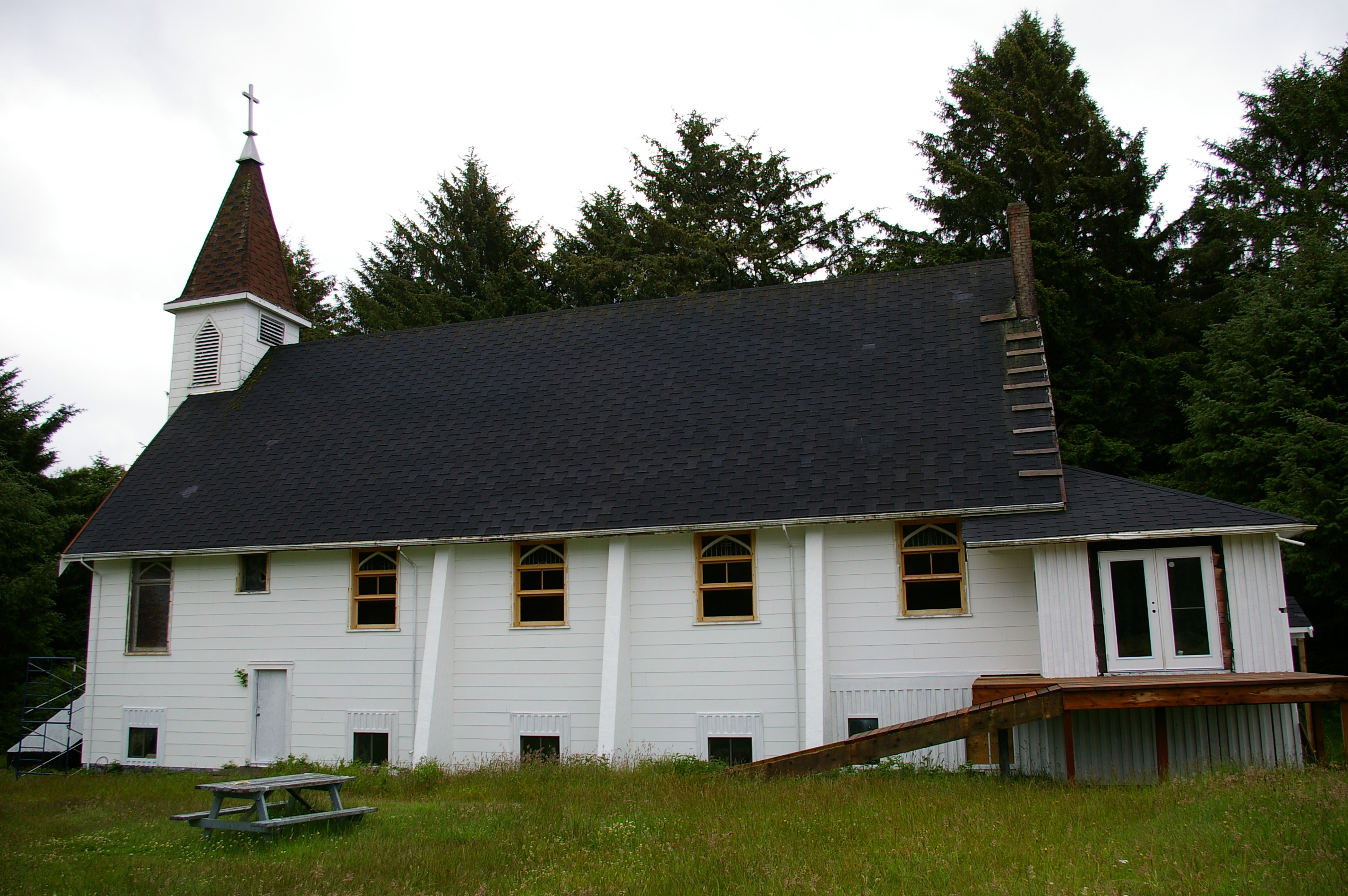
Kirche in Yuquot

1821 vereinigte sich der Pelzhändler- und -jägerverband der North West Company nach jahrelangen Auseinandersetzungen mit der Hudson’s Bay Company. Sie griff weit auf heute US-amerikanisches Territorium aus, einem Gebiet, etwa den Staaten Washington, Oregon, Idaho, Montana und Wyoming entsprechend. Diese neue Gesellschaft erhielt 1838 das ausschließliche Recht, mit den „Eingeborenen“ zu handeln und gründete 1843 eine Handelsstation an der Stelle des heutigen Victoria. Gesichert wurde sie durch den Grenzvertrag zwischen Kanada und den USA vom 15. Juni 1846, der Vancouver Island Kanada zuschlug. Kanada überließ der Company für zehn Jahre die gesamte Insel.
Unter der Leitung von George Simpson veränderte die Company ihren Charakter und griff damit immer tiefer in die regionalen Verhältnisse ein. 1838 beantragte er für seine Gesellschaft das Recht, nicht nur mit den Ureinwohnern Handel treiben zu dürfen, sondern auch selbst Unternehmen zu gründen. Da das Parlament dies ablehnte, gründete Simpson eine Untergesellschaft. Sägemühlen schnitten nun Holz für die Ausfuhr nach Kalifornien und Ostasien, Lachs und Cranberrys wurden ausgeführt, in Victoria entstand zu diesen Zwecken bereits 1843 die Puget Sound Agricultural Company. In Fort Rupert im Norden entstand die erste Kohlegrube. Mit der S.S. Beaver befuhr das erste motorisierte Schiff den amerikanischen Nordwesten (1834). 1849 wurde James Douglas von der Company zum Gouverneur der neu geschaffenen Kronkolonie ernannt. Schließlich änderte die Kolonialmacht in einem entscheidenden Punkt ihren Kurs: 1852 gestattete sie der Kolonie den Verkauf von „unbewohntem“ Land. Es wurde für einen Dollar pro Acre (ca. 4.000 m²) verkauft.
Victoria, das bis zum 25. April 1858 kaum 300 Einwohner hatte, wurde an diesem Tag um 450 Minenarbeiter reicher. Obwohl auf den Queen Charlotte Islands bereits 1851 Gold gefunden worden war, hatte der Gouverneur den Fund bis 1856 geheim gehalten. Die Indianer hatten der Company bis dahin 800 Unzen Gold verkauft. Doch mit Bekanntwerden der Goldfunde kamen in kürzester Zeit 16.000 Menschen nach Victoria. Dazu kamen Missionare, die die Dörfer der Ureinwohner aufsuchten. Der Bevölkerungsdruck nahm rapide zu.
Der eigentliche Niedergang der Nuu-chah-nulth begann aber bereits durch schwere Pockenepidemien ab 1824 (wohl die erste Welle hatte bereits 1775 das Festland erreicht, um 1850 folgten Masern), während sich vor allem nach der Gründung von Victoria ein unablässiger Schürferstrom nordwärts bewegte. Damit erhöhte sich rapide die Infektionsgefahr, und den Nichteuropäern standen keinerlei Hilfsmittel dagegen zur Verfügung. Die südlichen First Nations waren dabei vom Landverkauf seit 1852 besonders betroffen. 1850–54 schloss Gouverneur James Douglas 14 Landabtretungsverträge gegen geringe Kompensation. Dazu kam der extreme Rückgang zunächst der Seeotter- und dann der Biberpopulationen (bis gegen 1830 bzw. 1860). Gleichzeitig lieferten sich die Tsimshian, Haida und Küsten-Salish jahrelange Kriege, die nun mit modernen Gewehren ausgetragen wurden. So kam es zwischen den Stämmen zu erheblichen Machtverschiebungen, und Bevölkerungsbewegungen, bei denen manchmal jahrelange Kriege tobten, wie etwa zwischen den Ahousaht und den Otsosaht, die sich 14 Jahre lang bekriegten.
1858 kam William Eddy Banfield in den Barkley Sound, um mit den Huu-ay-aht Handel zu treiben. Um 1860 etablierte er einen dauerhaften Handelsposten, der später seinen Namen trug. 1862 starb er allerdings unter ungeklärten Umständen.
1862–63 wütete an der Westküste eine schwere Pockenepidemie, der vermutlich 20.000 Indianer zum Opfer fielen. Im Gegensatz zu den frühen, ebenso schweren Pockenepidemien waren diesmal auch die Nuu-chah-nulth betroffen.
1864 kam es zu einem kurzen Goldrausch am Sooke River, westlich von Victoria. Im selben Jahr kam es zu heftigen Auseinandersetzungen, in deren Verlauf Ahousaht eine Händlerschaluppe angriffen und die Besatzung umbrachten. Im Verlauf eines Rachezugs beschoss und zerstörte eine Flotte neun Dörfer, es starben 13 Ahousaht.

### British Columbia
Die Politik gegenüber den Ureinwohnern, deren Zahl sich dramatisch verringerte, änderte sich. Mit der Gründung der Provinz übernahm British Columbia auch die Aufgabe der Indianerangelegenheiten, die das Department of Indian Affairs leitete. Damit wurde die Indianerpolitik staatlich geregelt. Zunächst einmal sollten die Ureinwohner verstärkt christianisiert werden. 1875 wurde eine katholische Mission in Hesquiat errichtet. Gegen die Missionierung gab es zwar erheblichen Widerstand, der z. T. synkretistische Formen annahm, aber er war ohne Aussicht auf Erfolg.
1864 baten die Indianer British Columbias den Gouverneur anlässlich der Geburtstagsfeierlichkeiten der Königin um den Schutz ihres Landes, doch im folgenden Jahr forderte die Gesetzgebende Versammlung von Vancouver Island dazu auf, sich für freiwerdendes Indianerland zu bewerben. 1866 untersagte man den Indianern zusätzlich, ihr Land selbst zu erwerben (Pre-Emption Ordinance). Es ist wohl kein Zufall, dass zahlreiche Inseln, Küstenabschnitte, Buchten, Felsen usw. in dieser Zeit englische Namen erhielten, die überwiegend die Phase der europäischen Entdeckung widerspiegeln.
1867 kam Vancouver Island zu British Columbia, 1871 zu Kanada. Damit wurde Kanada für die Reservate verantwortlich.

### Kanada

#### Verschärfung
Die kanadische Regierung verschärfte jahrelang die Politik der HBC und der Provinzregierung. Das galt beispielsweise bei der kommerziellen Fischerei, die von 1871 bis 1923 den Indianern verboten war. Auch wurde ihnen von 1872 bis 1949 das Wahlrecht entzogen, 1876 sogar das kommunale. 1880 bis 1927 war ihnen zusätzlich das Versammlungsrecht abgesprochen und sie wurden bis 1970 beim Landkauf benachteiligt. 1885 folgte ein Verbot des Potlatch (bis 1951), 1888 wieder ein Verbot der kommerziellen Fischerei.
1875 beendete die Regierung das System des Indian Board durch ein System von zwei Superintendencies, denen exekutive Gewalt zustand. Immerhin lehnte die Regierung 1884 eine Initiative ab, nach der Indianer von jeder Art wertvollen Landes vertrieben werden sollten. Stattdessen erhielten die meisten Nuu-chah-nulth-Stämme vom Indian Commissioner Peter O’Reilly zwischen 1881 und 1889 Reservate zugewiesen, ähnlich wie bereits 1855 die Makah in den USA. Dennoch verpflanzte die Regierung noch 1903 die Songhees aus dem Raum Victoria, eine Politik, die erst 1908 offiziell aufgegeben wurde.
Als die McKenna-McBride-Kommission ab 1913 die Reservate British Columbias aufsuchte, besuchte sie auch die West Coast Agency, die sich mit dem Gebiet der Nuu-chah-nulth-Stämme deckte. Dabei wurden zwei Reservate stark verkleinert (über 340 Acre um Port Alberni und am Barkley Sound), doch kamen auch etliche hinzu. So erhielt etwa der „Checkleset Tribe“ 7,8 Acre hinzu, der „Clayoquot Tribe, Manhauset Band“ 10 Acre, „Esperanza Inlet Tribe, Nuchatlitz and Ehatisaht Bands (gemeinsam)“ 10 Acre, dazu ein Friedhof von 3,75 Acre usw., insgesamt über 665 Acre.
Ein besonderes „Problem“ stellten die Erbhäuptlinge oder Traditionellen Häuptlinge dar (Ha'wiih). Sie erfüllten zwar die britische Grundforderung nach indirekter Herrschaft, die auch die kanadische Regierung zunächst verfolgte, doch verhinderten sie zugleich den Zugriff auf ihre „Untertanen“, und standen in den Augen der kanadischen Regierung ihrem Ideal der Gleichheit der Individuen entgegen. Eine Änderung des Indian Act von 1951 bestimmte daher, dass jedes Band Council (Stammesrat) aus einem Chief und einem Councilor pro 100 Stammesmitglieder bestehen musste. Es mussten dabei mindestens zwei, maximal 12 Berater eingesetzt werden. Damit kam eine potentielle Spaltung innerhalb der Stämme ins Spiel.

#### Gegenwehr und Unterstützung
Doch die Passagen des British Columbia Land Act von 1874, die Ansprüche der Ureinwohner nicht respektierten, wurden 1875 kassiert. Governor General Lord Dufferin mahnte sogar eine faire Behandlung dieser Ansprüche an.
Doch es dauerte mehr als ein Jahrzehnt, bis die ersten Landrechte wenigstens grundsätzlich anerkannt wurden.
Schon in den achtziger Jahren tourten Indianer durch Deutschland, 1892 nahmen sie an der Chicago Columbian Exposition teil und die Anthropologie interessierte sich zunehmend für ihre Kultur.
1896 forderten die Indianer British Columbias die Regierung auf, ihre Lachsfischerei zu schützen, doch im folgenden Jahr zerstörten Beamte ihre Netze. Die ungeklärten Rechtsfragen veranlassten die Regierung immerhin, eine Liste der den Indianern zustehenden Rechte zu erstellen.
1906 traf sich eine Delegation der Häuptlinge aus British Columbia unter Führung des Squamish-Häuptlings Joseph Capilano mit König Edward. 1910 wurde die Conference of Friends of the Indians of BC gegründet. Immerhin nahm das Abkommen zwischen Kanada und den USA, das die Jagd auf Meeressäuger beendete, Rücksicht auf die Bedürfnisse der Ureinwohner in British Columbia, deren Gesamtzahl 1913 auf 21.489 geschätzt wurde. 1916–27 versuchten die Allied Indian Tribes of British Columbia die Landfrage voranzubringen. Doch 1927 wurde im Indian Act das Beschaffen von Geld und das Anheuern von Anwälten ausdrücklich untersagt (bis 1951). 1931 wurde die Native Brotherhood of British Columbia gegründet.
1920 erlitten alle Bemühungen, die Autonomie zurückzugewinnen, einen weiteren Rückschlag. Alle Kinder von 7 bis 15 Jahren waren von nun an gezwungen, die Residential Schools zu besuchen (s. u.).
Immerhin durften Indianer ab 1922 kommerziell fischen und ab 1923 dabei Motorboote benutzen. 1949 durften sie erstmals an den Wahlen zum Provinzparlament teilnehmen, 1960 zum nationalen Parlament.
Im Laufe der Siebzigerjahre begannen ernsthafte Verhandlungen um die Landrechte, bei denen die Nuu-chah-nulth 1980 ihre Forderungen formulierten und der Regierung überreichten. 1990 mündeten diese Forderungen im Indian Self-government Enabling Act, das die Selbstregierung stärken sollte. Eine Grundsatzeinigung erfolgte 2001.

### „Integration“ und Erholung
Für 1835 schätzt man die Gesamtzahl der Nuu-chah-nulth nur noch auf 7.500, während vor 1780 ihre Zahl auf etwa 25.000 geschätzt wird. Bis 1881 schrumpfte ihre Zahl auf 3.613, sollte aber erst 1924 mit 1.459 Menschen den Tiefpunkt erreichen. 1927 entzog ihnen der Indian Act das Recht auf Gründung einer politischen Interessenvertretung.
Erst 1951 wurde das seit 1884 bestehende Verbot des Potlatch aufgehoben. 1958 entstanden erste Vereinigungen der verschiedenen Nuu-chah-nulth-Gruppen. Auf gesamtstaatlicher Ebene entstand 1968 die National Indian Brotherhood, aus der 1982 die Versammlung der First Nations (Assembly of First Nations, AFN) hervorging. Jedoch spielte die vergleichsweise kleine Gruppe der Nuu-chah-nulth im Vergleich zu den Cree oder anderen größeren Nations bis 2009 nur eine Nebenrolle. Immerhin hat sich ihre Zahl bis 2005 wieder auf 5.775 erholt.

#### Erste Volkszählungen
Die ersten Volkszählungen, die auch die Nuu-chah-nulth erfassten, fanden 1881, 1891 und 1901 statt. 1881 und 1891 ergaben sich folgende Mitgliederzahlen der damals insgesamt zwanzig Bands:
| Band          | 1881 | 1891 | Wohngebiet     | Anmerkung                 |
| ------------- | ---- | ---- | -------------- | ------------------------- |
| Ahousaht      | 261  | 273  | Flores Island  |                           |
| Chekleset     | 148  | 131  |                | 1963 mit Kuyquot vereint  |
| Ehattesaht    | 145  | 115  | Queens Cove    |                           |
| Hesquiaht     | 221  | 210  | Hesquiaht      |                           |
| Hupacasath    |      |      |                | keine Angaben             |
| Ohiet         | 237  | 199  | Bamfield       | heute Huu-ay-aht          |
| Kelsemant     | 159  | 86   | Yarksis        | 1963 mit Ahousaht vereint |
| Clayoquot     | 329  | 252  | Opitsat        | heute Tla-o-qui-aht       |
| Kyuquot       | 662  | 469  | Village Island |                           |
| Match(it)laht | 92   | 67   | Yuquot         | 1963 mit Nootka vereint   |
| Mo(w)achaht   | 254  | 217  | Yuquot         | vor 1916 Nootka           |
| Nitinaht      | 271  | 278  | Clo-oose       |                           |
| Noochartlet   | 147  | 105  | Nuchatl        | heute Nuchatlaht          |
| Opetchesaht   | 59   | 66   | Alberni        | heute Hupacasath          |
| Pacheena      | 83   |      | Port Renfrew   | heute Patcheedaht         |
| Toquaht       | 32   | 32   |                |                           |
| Sheshat       | 174  | 151  | Alberni        | heute Tseshaht            |
| Uchucklesaht  | 56   | 41   | Kildonan       | heute Uchucklesaht People |
| Ucluelet      | 225  | 180  | Ucluelet       | heute Ucluelet Band       |

Im Westen hat der Indian Agent Harry Guillo die Zählung durchgeführt. Zwischen Otter Point und Cape Cook umfasste sein Distrikt 20 Nuu-chah-nulth-Stämme, von den Pacheena im Süden bis zu den Chekleset im Norden. Seine Ergebnisse gelten als besonders zuverlässig, da er die Sprachen beherrschte und die Verhältnisse sehr gut kannte. Die Gesamtzahl der Gezählten lag bei rund 3.600, doch ging sie weiter zurück. Daher gingen einige Bands in größeren Verbänden auf.

#### Zwangsadoptionen und Residential Schools
Die sinkenden Einwohnerzahlen sind im 20. Jahrhundert (im Gegensatz zum 19.) aber weniger auf Krankheiten und offene Auseinandersetzungen, auf wirtschaftlichen und sozialen Niedergang zurückzuführen, als auf die gewaltsame Herausnahme von Kindern aus den Familien. Sie wurden seit den 1890er Jahren in Missionsschulen geschickt.
In den Zwanziger Jahren glaubte man, das „Indianerproblem“ durch die Aufnahme von Schülern in Residential Schools und die Erziehung zu „neuen Kanadiern“ lösen zu können. Sie sollten ihre Muttersprache verlernen, ihre kulturellen Gewohnheiten aufgeben, ihr Eigenbewusstsein verlieren. Die isolierte Situation, dazu der an allen Schulen weit verbreitete Drill, vielleicht aber auch die besondere Lage und Organisation kirchlicher Schulen, führten zu brutalen Verhältnissen. In einigen dieser Schulen herrschten derartige Zustände, dass zahlreiche Tuberkulosefälle und schwerste Misshandlungen dazu führten, dass die Todesrate auf bis zu 75 % in die Höhe schoss.
Erst in den Sechzigern gestattete man den „Einheimischen“ wieder den Gebrauch ihrer Muttersprache – wenn sie sie noch beherrschten. Die letzte Residential School wurde erst 1983 in Tofino geschlossen.
1991–93 untersuchte eine Royal Commission on Aboriginal Peoples die Zustände an den Residential Schools und kam zu niederschmetternden Ergebnissen. Es war allein in Ontario in weit mehr als zehntausend Fällen zu brutalen Übergriffen und dabei sehr häufig zu sexuellem Missbrauch gekommen. Auch die Nuu-chah-nulth waren schwer betroffen. 1998 entschuldigte sich Kanadas Minister of Indian Affairs offiziell bei den ehemaligen Schülern.
Die 1998 gegründete Aboriginal Healing Foundation sollte 350 Millionen kanadische Dollar (CAD) an Gruppen und ihre Therapieprojekte geben. Doch nach zwei Jahren waren nur 2,5 Millionen CAD ausgegeben. Auch die Kirchen beteiligten sich daran, Wiedergutmachung zu leisten, indem sie den Überlebenden der Schulen Therapiestätten finanzierten. Erst 2005 kam es zu einer Einigung auf 10.000 CAD für jedes der rund 80.000 einstigen Kinder – eine Gesamtsumme von rund einer Milliarde Dollar. Die Fälle besonders brutaler Übergriffe sind immer noch vor Gerichten anhängig. Heute versucht man durch Kampagnen gegen Alkohol und andere Drogen, der Depression und der Gewalt, oftmals den Spätfolgen dieser Vorgänge, entgegenzuwirken. Der Gesamtvorgang, also der Versuch, eine Kultur auszulöschen, wird aber immer noch nicht als Verbrechen anerkannt.
Hingegen versuchen jetzt landesweit massiv Kreditkartenunternehmen, Kreditgeber vom Grauen Kapitalmarkt, aber auch Anbieter von Reisen und Vertreter den namentlich bekannten Opfern ihre Produkte anzubieten.

#### Kulturverluste
Angesichts der Bedrängnis, in der die Nuu-chah-nulth als soziale Einheit über mehr als eineinhalb Jahrhunderte standen, kann es nicht wundern, dass auch ihre kulturellen Äußerungen schwächer wurden. Auch hierzu nur wenige Andeutungen. Seit der katholischen Missionierung schwächten sich die religiösen Impulse ab. Das Verbot des Potlatch (1884–1951) unterminierte nicht nur die Stellung der Häuptlinge weiter, sondern löschte ein zentrales Element der Kultur, die sich durch Ausübung von Zeremonien besonders hervorhebt, fast aus. So trat auch die Schnitz- und Malkunst, die ja ihre Existenzberechtigung im Rahmen der Kultur überwiegend aus der Einbindung in Zeremonien bezog, auf der Stelle. Nur wenige beherrschten noch die entsprechenden Handwerke, so dass in den 1950er Jahren wohl der Tiefpunkt zu sehen ist. Dennoch ist die ganzheitliche Kunsttradition nie abgerissen.
Doch der kulturelle Niedergang geschah höchst ungleichzeitig. Die großartigen Holzschnitzwerke, insbesondere die Pfähle, hatten schon seit langem die Aufmerksamkeit von Anthropologen, Ethnologen und Kunstinteressierten auf sich gezogen. So wanderten, beginnend mit James Cook, zahlreiche Objekte in Museen und Sammlungen. Noch 1904 wurde das größte Bauwerk, der Whalers' Shrine der Mowachaht in Yuquot verkauft, abgebaut und nach New York verbracht. Dieses Heiligtum war nur dem Häuptling vorbehalten und diente der Durchführung von Ritualen zum Walfang, aber auch als Begräbnisstätte der Häuptlinge. So wurden die Schädel von Häuptling Maquinnas Vorfahren hier abgelegt. Zu seiner Zeit wurden acht Generationen auf diese Art verehrt. Irgendwann zwischen 1817 und etwa 1900 wurde der Schrein etwas weiter weg von Yuquot verlegt (vielleicht mit einem anderen zusammengelegt) und wohl verkleinert. Er besteht heute aus 88, z. T. monumentalen, figürlichen Darstellungen, die zwischen dem 18. und 19. Jahrhundert entstanden sein dürften. Somit hatten selbst diejenigen, die sich für die Kultur der Nuu-chah-nulth interessierten, letztlich einen Anteil an ihrem Niedergang. Ironie der Geschichte, dass die Rückkehr und die Beschäftigung mit den in aller Welt verstreuten Werken, eine der Voraussetzungen und Folgen der Wiederbelebung sein sollte.

#### Rückholung der Ressourcen
Für die Nuu-chah-nulth hat der Kampf um die Ressourcen, in erster Linie um ihre Kinder, dann aber besonders vordringlich um ihre natürliche Umgebung, den Ozean und den Regenwald, erheblich weitergehende Bedeutung, als für die Ökologiebewegung. Hier spielen kulturelle Motive eine viel stärkere Rolle, denn der Fortbestand der Kultur der indigenen Völker ist stark vom Zustand der natürlichen Umgebung abhängig. Daher ist man sich auch im Vorgehen und im Ziel mit den externen Unterstützern weitgehend einig, wenn auch die Motive nicht ganz übereinstimmen. So kommt es beispielsweise bei der Frage des Rechts auf traditionellen Walfang durchaus zu Meinungsverschiedenheiten. Doch zunächst standen die indigenen Völker, massiv in ihrer kulturellen Eigenart von Wirtschaftsinteressen der Holzkonzerne bedroht, allein da.
Der Streit entzündete sich an der sensibelsten Stelle der Nuu-cah-nulth-Kultur, und bedrohte zugleich ihre Existenzgrundlage, den Fischfang: 1955 vergab der (bestochene) Minister für Forstwirtschaft Holzeinschlagrechte für mehr als die Hälfte des Clayoquot Sound an MacMillan Bloedel, den damals vorherrschenden Holzkonzern. Im folgenden Jahr erhielten British Columbia Forest Products den Rest des Soundgebiets.
Die ab 1960 vom Kahlschlag betroffenen Flächen waren anfangs klein, doch schwemmten Regenfälle Schlamm in die Flüsse, so dass für die Nuu-chah-nulth lebenswichtige Fischbestände zusammenbrachen. Die einzelnen weit verstreuten Gruppen konnten dieser Entwicklung nichts entgegensetzen. 1958 vereinten sich daher erstmals Stämme zu den West Coast Allied Tribes, woraus 1978 der Nuu-chah-nulth Tribal Council hervorging. Kurz darauf (1979) gründeten (weiße) Naturschützer in Tofino die Friends of Clayoquot Sound, zunächst nur, um die bereits angerichteten Schäden zu dokumentieren.
1981 verband sich dieser Widerstand mit dem der Nuu-chah-nulth. 1982 setzte man eine Kommission zur Untersuchung der Schäden an den Fischbeständen ein.
1984 riefen die Bewohner der Insel Meares, die unmittelbar von Abholzung bedrohte Insel einseitig zum Tribal Park aus und verlangten – erstmals – den Schutz in Anerkennung ihrer kulturellen Autonomie. Gegen die Empfehlung der Kommission und gegen indigenen Widerstand bestätigte die Provinzregierung jedoch Einschlagsrechte für 95 % der Fläche, wogegen die Nuu-chah-nulth mit Straßenblockaden vorgingen. 1985 stoppte eine einstweilige Anordnung die Abholzung, doch 1988 versuchte McMillian Bloedel durch eine ungenehmigte Forststraße in ein nicht zur Nutzung freigegebenes Gebiet vollendete Tatsachen zu schaffen. 1989 verbündeten sich erstmals Naturschutzvereine und Vertreter des Tourismusverbands und damit einem dritten Verbündeten, doch 1991 brachen sie die Verhandlungen ab.

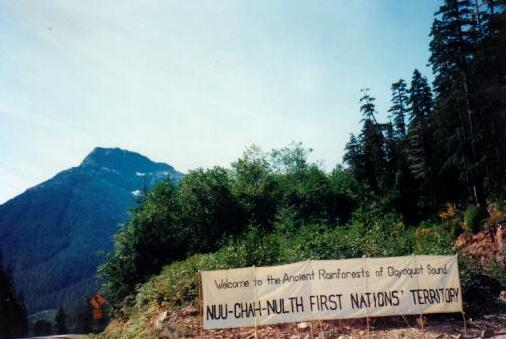
Nuu-chah-nulth blockieren im August 1993 den Holzeinschlag

1992 sprengte die Auseinandersetzung den engen Provinzrahmen und überschritt auch die nationalen Grenzen. Internationale Holzboykotte führten immerhin dazu, dass der kleinste und abgelegenste Teil des Gebiets rund um das Megin-Tal unter Schutz gestellt wurde, jedoch durfte der Rest im in Kanada üblichen Kahlschlagverfahren abgeholzt werden. Bei Blockaden der Forststraßen um den Kennedy Lake wurden über 900 Personen festgenommen.
Doch nun wurden Verhandlungen über die Beteiligung der Ureinwohner aufgenommen, die darin mündeten, dass sie 1994 ein vorläufiges Vetorecht erhielten. Seit 1995 wird in Kanada über ein Autonomie-Statut der First Nations beraten.
1997 wurde die Regional Aquatic Management Society (RAMS) gegründet, eine Gesellschaft, in der sich Nuu-chah-nulth und Nicht-Indigene zusammenfanden, die Fischer, Umweltschützer, Regierungsmitglieder und Kommunen, insgesamt über 70 Gruppen, zum Schutz der Küstenregion zusammenfanden.
2000 erhob die UNESCO den gesamten Clayoquot Sound zum Biosphärenreservat. Seitdem entstanden mehrere Schutzgebiete in Form von Provincial Parks, eine wesentliche Rolle spielt auch der seit 1970 bestehende Pacific-Rim-Nationalpark, der 2001 zur Anerkennung der Mitbestimmung der First Nations in das Pacific Rim National Park Reservat umgewidmet wurde. Eine Arbeitsgruppe der Provinzregierung und der First Nations hat bis 2005 umfassende Nutzungspläne erarbeitet, mit dem Ziel 40 % des Regenwalds zu schützen. Die Quu’as-Partnerschaft im Nationalpark wurde darüber hinaus zur Einrichtung und Unterhaltung des West Coast Trails eingerichtet. Es handelt sich um ein corporate joint venture der Pacheedaht, Ditidaht und Huu-ay-aht mit Parks Canada, bei dem auch Arbeitsplätze entstanden sind.
Das Holzunternehmen MacMillan Bloedel und die Nuu-chah-nulth First Nations gründeten 2005 die Iisaak Natural Resources Ltd., (Iisaak, gespr. Isok, zu deutsch Respekt) eine Gesellschaft zur bestandssichernden Waldwirtschaft im Clayoquot Sound. Diese soll durch Ma-Mook Natural Resources Limited zu 51 % in Nuu-chah-nulth-Händen bleiben. Daran hat auch die Übernahme von Bloedel durch Weyerhaeuser (1999), einen der größten Holzkonzerne der Welt, nichts geändert.
Im März 2007 konnten die Tla-o-qui-aht durchsetzen, dass im oberen Kennedy Valley ein 10.000-Acre-Bestand (ca. 40 km²) alten Regenwalds für weitere fünf Jahre geschützt bleibt.
Doch die Rückgewinnung des Walds und der Fischbestände ist unter der Perspektive der Nuu-chah-nulth erst der erste Schritt zur Wiederherstellung einer Umgebung, in der ihre Kultur wieder eigenständig existieren kann. So konnten die Seeotter, die stark vom Aussterben bedroht waren, wieder heimisch gemacht werden. Dennoch stehen weiterhin auswärtige Wirtschaftsinteressen gegen die Ressourcenerhaltung der Nuu-chah-nulth. So wurde noch Ende August 2007 eine zum Meer hin offene Lachsfarm der norwegischen Grieg Seafood genehmigt (ähnlich wie schon im Mai), obwohl dies langjährigen Absprachen zum Schutz der Wildlachsbestände zuwiderläuft. Außerdem gefährdet dies die Seelöwen, die die Lachse als Beute betrachten, und sich in den Netzen verfangen und ersticken.

#### Forderungen
Am 11. Dezember 2000 unterbreiteten die Nuu-chah-nulth, genauer gesagt, 14 ihrer Stämme, den Regierungen Kanadas und British Columbias ein Angebot. Darin forderten sie Land im Umfang von knapp 3.400 km² zurück, entsprechend dem früher konzedierten Vorkaufsrecht. Dazu kam der Schutz der Ressourcen, wozu entsprechende Fonds eingerichtet werden sollten. Entsprechend dem Anwachsen der Bevölkerungszahl sollte dabei das Recht auf bestimmte Mengen an Meerestieren festgelegt werden. Zugleich wurden die traditionellen Arten spezifiziert. Dazu kamen Schutzgebiete, die einen breiten Küstenstreifen umfassen sollten, wobei in einigen Gebieten die Nutzungsrechte geteilt, in anderen ausschließlich bei den Nuu-chah-nulth liegen sollten. Schließlich sollte der auf 12 Milliarden Dollar geschätzte Verlust durch den Raubbau in ihren Gebieten durch eine Kompensation von knapp einer Milliarde Dollar ausgeglichen werden.
Gegen den Widerstand der kanadischen Regierung, aber auch derjenigen der USA, Australiens und Neuseelands, verabschiedete die UNO am 13. September 2007 eine Resolution, in der nicht nur die Beseitigung jeder Benachteiligung gefordert wird, oder das Recht auf Mitsprache in sie betreffenden Angelegenheiten, sondern auch das Recht „anders zu bleiben“ (to remain distinct). Den kanadischen Botschafter störten vor allem die Passagen, die Boden und Rohstoffe betreffen und die, in denen Mitspracherechte gefordert werden.

#### Wirtschaftliche Selbstständigkeit

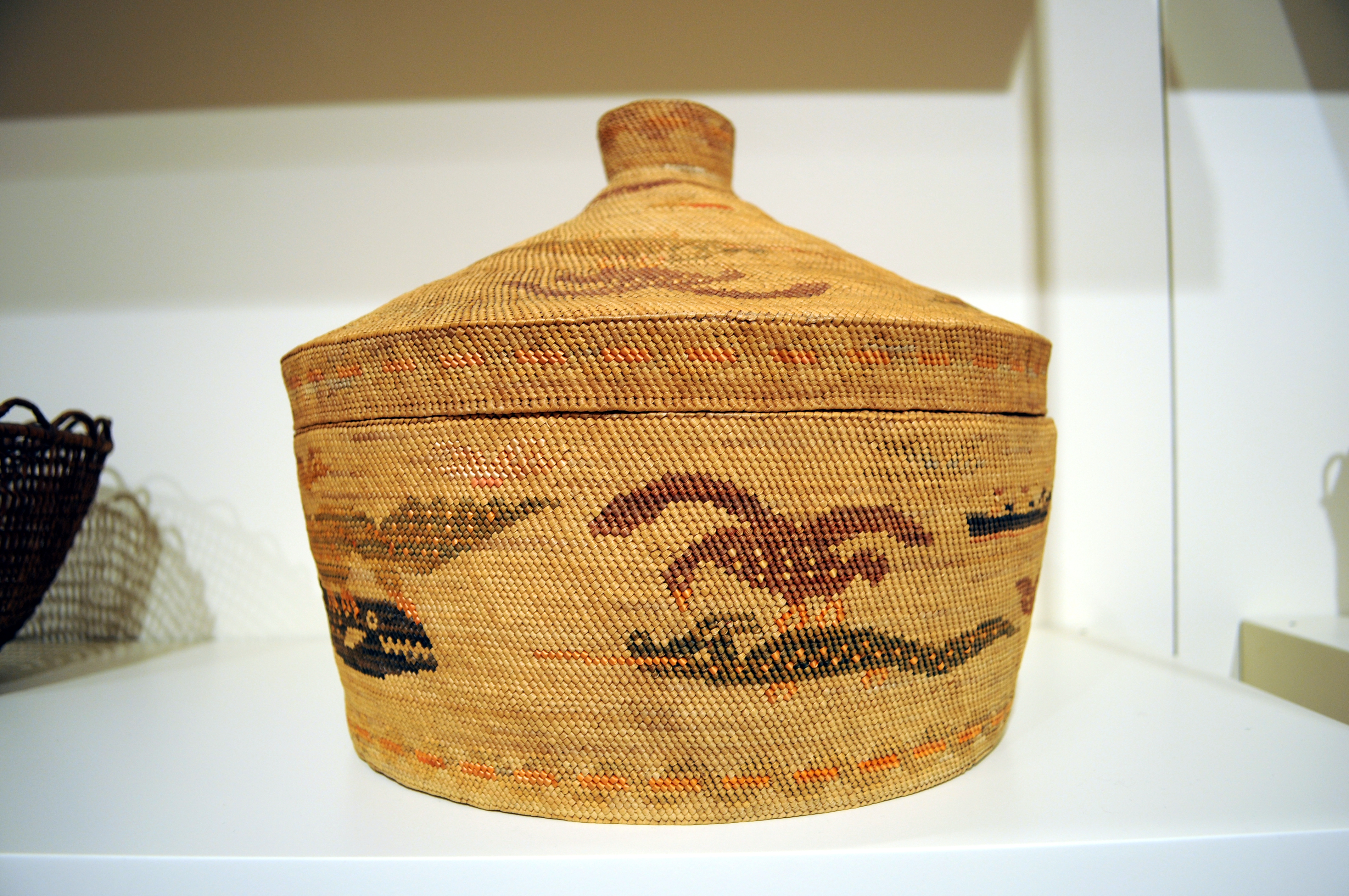
Großer Korb der Makah, um 1910

Während die Bemühungen auf der ökologischen und kulturellen Ebene im Blickpunkt der Öffentlichkeit standen, wurde 1984 die Nuu-chah-nulth Economic Development Corporation gegründet, die versucht, die wirtschaftliche Situation der 14 Mitglieder-Nationen des Nuu-chah-nulth-Rats zu verbessern. 1997 wurde dieser Wirkungsbereich auf alle „aboriginals“ im Bereich des Nuu-chah-nulth-Gebiets ausgedehnt. Sie vergibt Kredite bis zu 500.000 CAD für kommerzielle Aktivitäten, kooperiert mit Aboriginal Business Canada (ABC), stellt ein Mentorenprogramm für Unternehmer zur Verfügung und fördert zahlreiche Einzelunternehmen.
Ihren Lebensunterhalt verdienten die Nuu-chah-nulth überwiegend durch Fischfang (kommerziell und in Subsistenzwirtschaft) und Arbeit in Konservenfabriken, auch durch Holzfällerei, aber inzwischen auch im Tourismus. In den vergangenen Jahren wurden die traditionelle Korbmacherei und andere Handwerkstechniken wieder belebt. Dazu zählen vor allem Schnitzarbeiten in traditionellen Motiven, die inzwischen eine eigene Fortentwicklung erfahren. Dabei profitieren sie von einem stark expandierenden Kunstmarkt.
Insgesamt hat sich die Verarmung der Nuu-chah-nulth-Gemeinden gemäßigt, doch muss ein erheblicher Teil von ihnen seinen Lebensunterhalt außerhalb der Stammesgebiete suchen. Zugleich ist es zu größeren Ungleichgewichtigkeiten gekommen, die gelegentlich zu erheblichen Vermögensbildungen, vor allem im Holzverkauf, geführt haben.
Im November 2009 klagten die Ahousaht, Ehattesaht, Mowachaht/Muchalaht, Hesquiaht und Tla-o-qui-aht auf Zulassung zum kommerziellen Fischfang (Ahousaht Indian Band And Nation v. Canada Attorney General, 2009 BCSC 1494).

#### Aktuelle Zahlen
Die 15 Mitgliedsstämme der Nuu-chah-nulth in Kanada mit ihren insgesamt über 10.000 registrierten Angehörigen sind von sehr unterschiedlicher Größe. Im Folgenden werden ihre Namen und ihre jeweiligen Gesamtzahlen nach den Angaben Indigenous and Northern Affairs Canada genannt (Stand: Oktober 2016). Dahinter folgt die Zahl der innerhalb der eigenen Reservate lebenden, dann die, die in anderen Reservaten, schließlich die Zahl derjenigen, die außerhalb der Reservate leben. Dabei kann es zu geringfügigen Abweichungen kommen, denn einige leben auf Kronland.
| Stamm                                         | registrierte Angehörige | im eigenen Reservat | im fremden Reservat | außerhalb der Reservate |
| --------------------------------------------- | ----------------------- | ------------------- | ------------------- | ----------------------- |
| Ahousaht                                      | 2146                    | 750                 | 91                  | 1324                    |
| Ditidaht                                      | 773                     | 173                 | 68                  | 532                     |
| Ehattesaht                                    | 491                     | 104                 | 44                  | 333                     |
| Hesquiaht                                     | 733                     | 124                 | 34                  | 575                     |
| Hupacasath First Nation                       | 328                     | 132                 | 17                  | 179                     |
| Huu-ay-aht First Nations                      | 719                     | 100                 | 34                  | 585                     |
| Ka:'yu:'k't'h'/Che:k:tles7et'h' First Nations | 570                     | 162                 | 19                  | 389                     |
| Mowachaht/Muchalaht                           | 616                     | 226                 | 35                  | 355                     |
| Nuchatlaht                                    | 162                     | 25                  | 11                  | 126                     |
| Pacheedaht                                    | 283                     | 97                  | 29                  | 157                     |
| Tla-o-qui-aht First Nations                   | 1118                    | 377                 | 42                  | 699                     |
| Toquaht                                       | 151                     | 9                   | 11                  | 131                     |
| Tsehaht                                       | 1185                    | 437                 | 39                  | 709                     |
| Uchucklesaht                                  | 225                     | 27                  | 6                   | 192                     |
| Ucluelet First Nation                         | 664                     | 205                 | 17                  | 442                     |

All diese Zahlen hängen an der Definition der Status Indians. Wenn einer der Eltern diesen Status nämlich nicht hat, so erhalten auch die Kinder der beiden nicht diesen Status. Ehen mit Nicht-Statusindianern führen also automatisch dazu, dass die Kinder nicht mehr als Mitglieder der First Nations gelten. Bei Fortschreibung der derzeitigen gesetzlichen und demographischen Situation würde es in etwa sechs Generationen praktisch keine Indianer mehr geben. Obwohl also die Bevölkerung in den Reservaten wächst, nimmt die Zahl der Statusindianer ab. Daher fordern ihre Vertreter eine Veränderung der Indianergesetze in diesem Punkt.
Von den rund 8.960 Angehörigen der 15 kanadischen Nuu-chah-nulth-Gruppen lebten 2008 rund 3.000 in ihren Reservaten, weitere etwa 400 in anderen Reservaten, knapp 5.900 lebten hingegen außerhalb. 2014 waren von den rund 9.900 Angehörigen nur noch wenig mehr als 2.700 in ihren eigenen, weitere 500 in anderen Reservaten, etwa 6.300 lebten außerhalb der Reservate. Im Oktober 2016 wurden 10.164 Nuu-chah-nulth gezählt, von denen wieder 2.948 in ihren Reservaten lebten, 497 in anderen Reservaten sowie 6.728 außerhalb. Der Anteil der Reservatsbewohner ist also zwischen 2008 und 2014 von etwa einem Drittel auf ein Viertel gesunken, steigt jedoch seither wieder an, so dass er heute bei 29 % liegt.
Beim Bureau of Indian Affairs in den USA waren im Jahr 2003 genau 2.492 Menschen als Angehörige der Makah registriert. Somit umfasst die Gruppe der Nuu-chah-nulth über 12.500 Angehörige in 16 Stämmen.

### Historisches Gedächtnis
Die Vorstellung vom Verlauf der Nuu-chah-nulth-Geschichte ist durch westliche Methoden und Ergebnisse stark erweitert worden. Dennoch stellt sowohl die mythologische als auch die Familienüberlieferung (sofern die Mitglieder der erzählberechtigten Familien bereit sind, diese Außenstehenden zu berichten und übersetzen zu lassen) eine überaus wichtige Quellengruppe dar. Das gilt vor allem für die Frühphase und das erste Jahrhundert der europäischen Phase, in der die europäischen Berichte nur sporadische und durch deren Vorverständnis geprägte Einblicke liefern. Das gilt aber auch für diejenigen Bands, die erst spät in den Blick der Europäer bzw. Kanadier gerieten.
Darüber hinaus haben völkerkundliche bzw. anthropologische Arbeiten das Verstehen der Gesamtkultur stark erweitert.
Doch weder Schriftquellen noch Erzählungen (von Symbolen, Gesängen, Tänzen und anderen Memorierformen einmal abgesehen) sind, als für den europäischen Betrachter gewohnte Quellen, ausreichend. Der Begriff der Quelle wird in dieser Kultur durch die Einbeziehung von wichtigen Stellen in der „Wildnis“ stark erweitert. So finden sich auf dem Lehrpfad der Ahousaht auf Flores Island Bäume, die zu bestimmten Zwecken bearbeitet oder untersucht worden sind, wie etwa zum Kanubau oder zur Gewinnung zarter Baumfasern für die Kleidung. Diese werden Culturally Modified Trees (CMTs) genannt. Ein anderer Baum erinnert an ein Massaker während des mörderischen Krieges gegen die Otsosaht im frühen 19. Jahrhundert, wieder eine andere Stelle an die Vision eines der bedeutendsten Schamanen. Im Zusammenhang mit dem Wissen der Bewohner stellt also der Wald eine Art historischer Quelle dar, weshalb diese Waldgebiete auch CMT-Archive genannt werden. Eigenbewusstsein und Geschichtsverständnis werden dabei an Artefakten entwickelt und unterrichtet, die in diesem Maß kaum in die europäische Geschichtsbetrachtung einbezogen werden. So wird auch der Widerstand gegen die Abholzung bestimmter Waldgebiete verständlicher, denn es ist, so formulierte es ein Ahousaht-Häuptling, als würde man in einer Bibliothek die einzige existierende Abschrift eines Geschichtswerks zerstören.

### Radikale Umkehr und Wissen von der eigenen Kultur

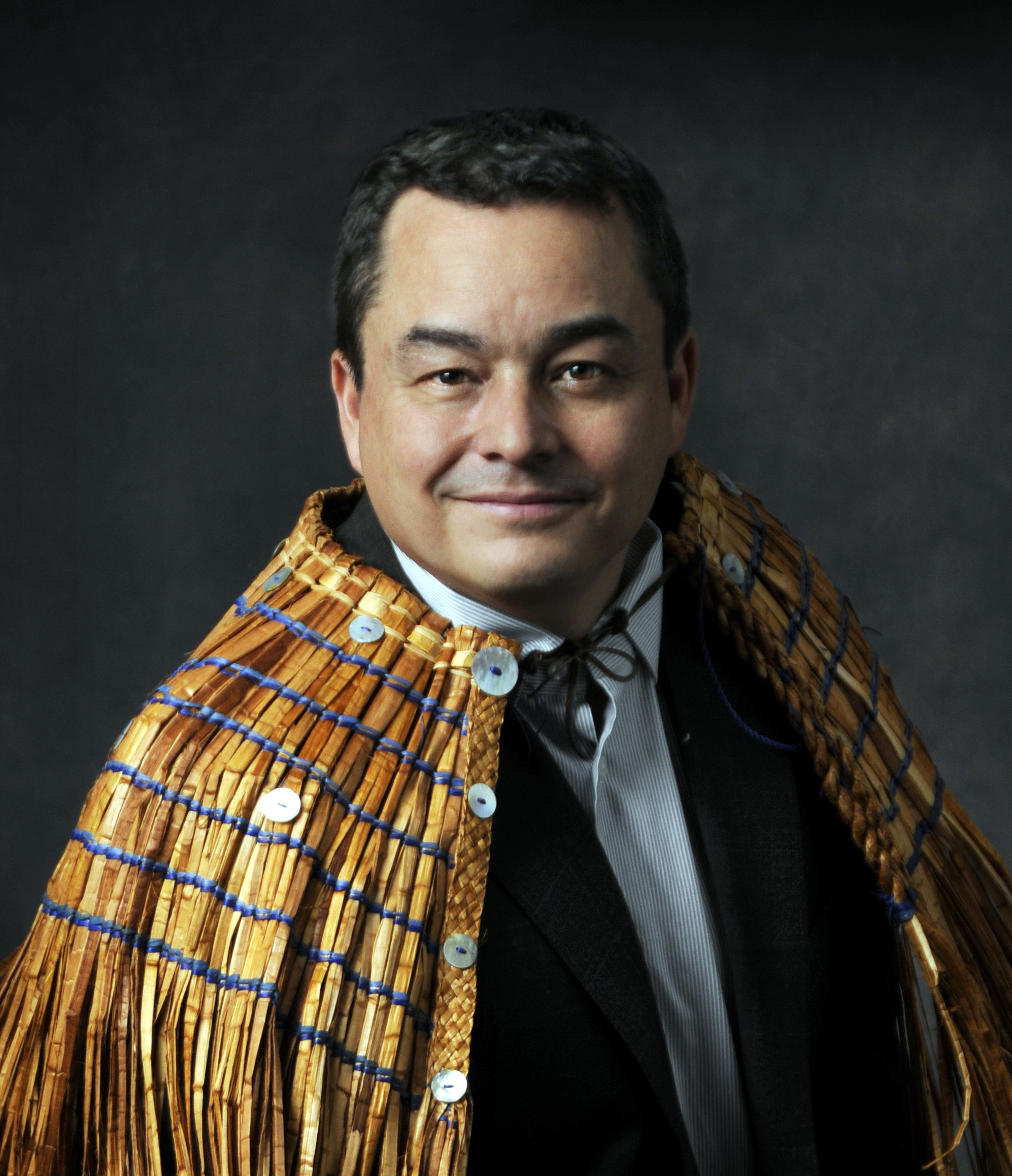
Der Ahousaht Shawn Atleo, National Chief der Assembly of First Nations von 2009 bis 2014

Es ist eine Vielzahl von Faktoren, die die Eigenständigkeit der Nuu-chah-nulth-Kultur heute bedroht. Zum einen sind dies Geschehnisse, die in der Vergangenheit liegen, die ihre Kultur unwiderruflich verändert und ihr zum Teil die materiale und Wissensgrundlage entzogen haben. Zum anderen ist es weiterhin die ökonomisch motivierte Umwandlung ihrer natürlichen Umgebung (vor allem die Waldzerstörung, wobei seit kurzem Rücksicht auf die Bäume als Geschichtswerke genommen wird, aber auch die Bedrohung der Fischbestände), zum anderen Armut und damit zusammenhängend Abwanderung gerade der Jüngeren, und Abhängigkeit der Verbliebenen von Staat und Industrie.
Drei markante Veränderungen der letzten Jahre sind dabei zum einen die Unterschutzstellung erheblicher Teile der alten Stammesgebiete als Provinzial- und sogar Nationalparks. Damit entsteht über den Tourismus für viele Reservatsbewohner eine Verdienstmöglichkeit, die weder die Ressourcen im bisherigen Ausmaß zerstört, noch von staatlicher Wohlfahrt abhängig hält.
Eine zweite Veränderung betrifft die kurz vor dem Durchbruch stehenden Verhandlungen zwischen den fünf Bands der Maa-nulth-Gruppe (Toquaht, Uchucklesaht, Yu-cluth-aht, Kyuquot-Cheklesahht und Huu-ay-aht) und der kanadischen Regierung. Bereits vorher hatten sich die Hupacasath aus den vom Nuu-chah-nulth Tribal Council geführten Verhandlungen zurückgezogen. Dieser Vertrag würde das Gesamtstammesgebiet zwar enorm vergrößern, zugleich würde aber das beanspruchte Stammesgebiet aufgegeben, und vor allem der Boden privatisiert – der bisher unverkäuflich ist. Damit würde er erstmals veräußerlich, was angesichts der Armut der Gemeinschaften einer langsamen Auszehrung gleichkommen könnte.
Damit kommt das dritte Konzept ins Spiel, das vor allem die Tla-o-qui-aht in den Jahren seit 2005 vorangetrieben haben. Ihr Konzept zielt auf eine minutiöse Rekonstruktion unter Zuhilfenahme aller Quellen, und auf die Wiederherstellung der traditionellen Gesellschaft ab (vgl. Tla-o-qui-aht#Wiederherstellung der traditionellen Gesellschaft). Die Tla-o-qui-aht verabschiedeten sich zudem 2008 vom Verhandlungsprozess mit der Provinz unter Führung des Nuu-chah-nulth Tribal Council.
Dagegen stehen nach wie vor die teils wirtschaftlichen, teils humanitären Argumente für eine Integration der First Nations durch Privatisierung des Landeigentums. Dabei wird einerseits mit Ressourcenverschwendung argumentiert, andererseits mit der Frage, ob die Subventionierung gerade der meist ländlichen Gebiete nicht ökonomisch sinnlos sei, da die Städte die Motoren der modernen Wirtschaft seien. Zum dritten wird jede Form kollektiven Landeigentums mit dem in Nordamerika leicht verfangenden Vergleich mit den sozialistischen Systemen abgelehnt.
Am 23. August 2009 wurde der Erbhäuptling A-in-chut, bekannt als Shawn Atleo, weit über den Rahmen der Provinz bekannt, als er zum Leiter der Versammlung der First Nations gewählt wurde. Diese Position füllte er bis 2014 aus.